# Convocazioni per il campionato mondiale di calcio 2014
Elenco dei giocatori convocati da ciascuna Nazionale partecipante al Campionato mondiale di calcio 2014.
L'età dei giocatori riportata è relativa al 12 giugno, data di inizio della manifestazione, il numero di presenze e gol al 2 giugno, data di presentazione delle liste; queste ultime sono state ufficializzate e pubblicate dalla FIFA il 5 giugno 2014 alle ore 12:00 CEST.
Il simbolo  indica il capitano della squadra.

## Gruppo A

### Brasile
Commissario tecnico:  Luiz Felipe Scolari
Lista dei convocati resa nota il 7 maggio 2014.
| N. | Pos. | Giocatore    | Data nascita (età)          | Pres. | Reti | Squadra               |
| -- | ---- | ------------ | --------------------------- | ----- | ---- | --------------------- |
| 1  | P    | Jefferson    | 2 gennaio 1983 (31 anni)    | 9     | -4   | Botafogo              |
| 2  | D    | Daniel Alves | 6 maggio 1983 (31 anni)     | 73    | 5    | Barcellona            |
| 3  | D    | Thiago Silva | 22 settembre 1984 (29 anni) | 45    | 2    | Paris Saint-Germain   |
| 4  | D    | David Luiz   | 22 aprile 1987 (27 anni)    | 34    | 0    | Chelsea               |
| 5  | C    | Fernandinho  | 4 maggio 1985 (29 anni)     | 6     | 1    | Manchester City       |
| 6  | D    | Marcelo      | 12 maggio 1988 (26 anni)    | 29    | 4    | Real Madrid           |
| 7  | A    | Hulk         | 25 luglio 1986 (27 anni)    | 33    | 8    | Zenit San Pietroburgo |
| 8  | C    | Paulinho     | 25 luglio 1988 (25 anni)    | 25    | 5    | Tottenham             |
| 9  | A    | Fred         | 3 ottobre 1983 (30 anni)    | 31    | 16   | Fluminense            |
| 10 | A    | Neymar       | 5 febbraio 1992 (22 anni)   | 47    | 30   | Barcellona            |
| 11 | C    | Oscar        | 9 settembre 1991 (22 anni)  | 29    | 9    | Chelsea               |
| 12 | P    | Júlio César  | 3 settembre 1979 (34 anni)  | 78    | -56  | Toronto FC            |
| 13 | D    | Dante        | 18 ottobre 1983 (30 anni)   | 11    | 2    | Bayern Monaco         |
| 14 | D    | Maxwell      | 27 agosto 1981 (32 anni)    | 7     | 0    | Paris Saint-Germain   |
| 15 | D    | Henrique     | 14 ottobre 1986 (27 anni)   | 4     | 0    | Napoli                |
| 16 | C    | Ramires      | 24 marzo 1987 (27 anni)     | 41    | 4    | Chelsea               |
| 17 | C    | Luiz Gustavo | 23 luglio 1987 (26 anni)    | 17    | 1    | Wolfsburg             |
| 18 | C    | Hernanes     | 29 maggio 1985 (29 anni)    | 24    | 2    | Inter                 |
| 19 | C    | Willian      | 9 agosto 1988 (25 anni)     | 5     | 1    | Chelsea               |
| 20 | A    | Bernard      | 8 settembre 1992 (21 anni)  | 10    | 1    | Šachtar               |
| 21 | A    | Jô           | 20 marzo 1987 (27 anni)     | 15    | 5    | Atlético Mineiro      |
| 22 | P    | Victor       | 21 gennaio 1983 (31 anni)   | 3     | 0    | Atlético Mineiro      |
| 23 | D    | Maicon       | 26 luglio 1981 (32 anni)    | 70    | 7    | Roma                  |

### Camerun
Commissario tecnico:  Volker Finke
Lista dei convocati resa nota il 2 giugno 2014.
| N. | Pos. | Giocatore           | Data nascita (età)         | Pres. | Reti | Squadra             |
| -- | ---- | ------------------- | -------------------------- | ----- | ---- | ------------------- |
| 1  | P    | Loïc Feudjou        | 14 aprile 1992 (22 anni)   | 0     | 0    | Cotonsport Garoua   |
| 2  | D    | Benoît Assou-Ekotto | 24 marzo 1984 (30 anni)    | 20    | 0    | Tottenham           |
| 3  | D    | Nicolas N'Koulou    | 27 marzo 1990 (24 anni)    | 44    | 0    | Olympique Marsiglia |
| 4  | D    | Cédric Djeugoué     | 28 agosto 1992 (21 anni)   | 1     | 0    | Cotonsport Garoua   |
| 5  | D    | Dany Nounkeu        | 11 aprile 1986 (28 anni)   | 13    | 0    | Beşiktaş            |
| 6  | C    | Alexandre Song      | 9 settembre 1987 (26 anni) | 43    | 0    | Barcellona          |
| 7  | C    | Landry N'Guémo      | 28 novembre 1985 (28 anni) | 37    | 2    | Bordeaux            |
| 8  | A    | Benjamin Moukandjo  | 12 novembre 1989 (24 anni) | 13    | 2    | Nancy               |
| 9  | A    | Samuel Eto'o        | 10 marzo 1981 (33 anni)    | 115   | 55   | Chelsea             |
| 10 | A    | Vincent Aboubakar   | 22 gennaio 1992 (22 anni)  | 22    | 2    | Lorient             |
| 11 | C    | Jean Makoun         | 29 maggio 1983 (31 anni)   | 66    | 5    | Rennes              |
| 12 | D    | Henri Bedimo        | 4 giugno 1984 (30 anni)    | 28    | 0    | Olympique Lione     |
| 13 | A    | Eric Choupo-Moting  | 23 marzo 1989 (25 anni)    | 23    | 9    | Magonza             |
| 14 | D    | Aurélien Chedjou    | 20 giugno 1985 (28 anni)   | 30    | 1    | Galatasaray         |
| 15 | A    | Pierre Webó         | 20 gennaio 1982 (32 anni)  | 52    | 18   | Fenerbahçe          |
| 16 | P    | Charles Itandje     | 2 novembre 1982 (31 anni)  | 7     | -?   | Konyaspor           |
| 17 | C    | Stéphane M'Bia      | 20 maggio 1986 (28 anni)   | 48    | 3    | Siviglia            |
| 18 | C    | Eyong Enoh          | 23 marzo 1986 (28 anni)    | 32    | 2    | Antalyaspor         |
| 19 | A    | Fabrice Olinga      | 12 maggio 1996 (18 anni)   | 5     | 1    | Zulte Waregem       |
| 20 | C    | Edgar Salli         | 17 agosto 1992 (21 anni)   | 7     | 0    | Lens                |
| 21 | C    | Joël Matip          | 8 agosto 1991 (22 anni)    | 19    | 0    | Schalke 04          |
| 22 | D    | Allan Nyom          | 10 maggio 1988 (26 anni)   | 6     | 0    | Granada             |
| 23 | P    | Sammy N'Djock       | 25 febbraio 1990 (24 anni) | 1     | -?   | Fethiyespor         |

### Croazia
Commissario tecnico:  Niko Kovač
Lista dei convocati resa nota il 31 maggio 2014.
| N. | Pos. | Giocatore           | Data nascita (età)          | Pres. | Reti | Squadra             |
| -- | ---- | ------------------- | --------------------------- | ----- | ---- | ------------------- |
| 1  | P    | Stipe Pletikosa     | 8 gennaio 1979 (35 anni)    | 110   | -?   | Rostov              |
| 2  | D    | Šime Vrsaljko       | 10 gennaio 1992 (22 anni)   | 6     | 0    | Genoa               |
| 3  | D    | Danijel Pranjić     | 2 dicembre 1981 (32 anni)   | 46    | 0    | Panathīnaïkos       |
| 4  | A    | Ivan Perišić        | 2 febbraio 1989 (25 anni)   | 17    | 1    | Wolfsburg           |
| 5  | D    | Vedran Ćorluka      | 5 febbraio 1986 (28 anni)   | 64    | 4    | Lokomotiv Mosca     |
| 6  | D    | Dejan Lovren        | 5 luglio 1989 (24 anni)     | 24    | 2    | Southampton         |
| 7  | C    | Ivan Rakitić        | 10 marzo 1988 (26 anni)     | 61    | 9    | Siviglia            |
| 8  | C    | Ognjen Vukojević    | 20 dicembre 1983 (30 anni)  | 41    | 4    | Dinamo Kiev         |
| 9  | A    | Nikica Jelavić      | 27 agosto 1985 (28 anni)    | 31    | 5    | Hull City           |
| 10 | C    | Luka Modrić         | 9 settembre 1985 (28 anni)  | 74    | 8    | Real Madrid         |
| 11 | D    | Darijo Srna         | 1º maggio 1982 (32 anni)    | 112   | 21   | Šachtar             |
| 12 | P    | Oliver Zelenika     | 14 maggio 1993 (21 anni)    | 0     | 0    | Lokomotiva Zagabria |
| 13 | D    | Gordon Schildenfeld | 18 marzo 1985 (29 anni)     | 15    | 0    | Panathīnaïkos       |
| 14 | C    | Marcelo Brozović    | 16 ottobre 1992 (21 anni)   | 0     | 0    | Dinamo Zagabria     |
| 15 | C    | Milan Badelj        | 25 febbraio 1989 (25 anni)  | 9     | 0    | Amburgo             |
| 16 | A    | Ante Rebić          | 21 settembre 1993 (20 anni) | 3     | 1    | Fiorentina          |
| 17 | A    | Mario Mandžukić     | 21 maggio 1986 (28 anni)    | 49    | 13   | Bayern Monaco       |
| 18 | A    | Ivica Olić          | 14 settembre 1979 (34 anni) | 90    | 18   | Wolfsburg           |
| 19 | C    | Sammir              | 23 aprile 1987 (27 anni)    | 4     | 0    | Getafe              |
| 20 | C    | Mateo Kovačić       | 6 maggio 1994 (20 anni)     | 9     | 0    | Inter               |
| 21 | D    | Domagoj Vida        | 29 aprile 1989 (25 anni)    | 15    | 0    | Dinamo Kiev         |
| 22 | A    | Eduardo             | 25 febbraio 1983 (31 anni)  | 61    | 29   | Šachtar             |
| 23 | P    | Danijel Subašić     | 27 ottobre 1984 (29 anni)   | 6     | -6   | Monaco              |

### Messico
Commissario tecnico:  Miguel Herrera
Lista dei convocati resa nota il 9 maggio 2014.
| N. | Pos. | Giocatore           | Data nascita (età)          | Pres. | Reti | Squadra          |
| -- | ---- | ------------------- | --------------------------- | ----- | ---- | ---------------- |
| 1  | P    | Jesús Corona        | 26 gennaio 1981 (33 anni)   | 32    | -?   | Cruz Azul        |
| 2  | D    | Francisco Rodríguez | 20 ottobre 1981 (32 anni)   | 91    | 1    | América          |
| 3  | D    | Carlos Salcido      | 2 aprile 1980 (34 anni)     | 119   | 10   | Tigres UANL      |
| 4  | D    | Rafael Márquez      | 13 febbraio 1979 (35 anni)  | 118   | 15   | León             |
| 5  | D    | Diego Reyes         | 19 settembre 1992 (21 anni) | 12    | 0    | Porto            |
| 6  | C    | Héctor Herrera      | 19 aprile 1990 (24 anni)    | 10    | 0    | Porto            |
| 7  | D    | Miguel Layún        | 25 giugno 1988 (25 anni)    | 11    | 0    | América          |
| 8  | C    | Marco Fabián        | 21 luglio 1989 (24 anni)    | 11    | 4    | Cruz Azul        |
| 9  | A    | Raúl Jiménez        | 5 maggio 1991 (23 anni)     | 22    | 4    | América          |
| 10 | A    | Giovani dos Santos  | 11 maggio 1989 (25 anni)    | 73    | 14   | Villarreal       |
| 11 | A    | Alan Pulido         | 8 marzo 1991 (23 anni)      | 3     | 4    | Tigres UANL      |
| 12 | P    | Alfredo Talavera    | 18 settembre 1982 (31 anni) | 13    | -?   | Toluca           |
| 13 | P    | Guillermo Ochoa     | 13 luglio 1985 (28 anni)    | 56    | -?   | Ajaccio          |
| 14 | A    | Javier Hernández    | 1º giugno 1988 (26 anni)    | 58    | 35   | Manchester Utd   |
| 15 | D    | Héctor Moreno       | 17 gennaio 1988 (26 anni)   | 50    | 1    | Espanyol         |
| 16 | D    | Miguel Ángel Ponce  | 12 aprile 1989 (25 anni)    | 7     | 1    | Toluca           |
| 17 | C    | Isaác Brizuela      | 28 agosto 1990 (23 anni)    | 5     | 0    | Toluca           |
| 18 | C    | Andrés Guardado     | 28 settembre 1986 (27 anni) | 100   | 14   | Bayer Leverkusen |
| 19 | A    | Oribe Peralta       | 12 gennaio 1984 (30 anni)   | 30    | 16   | Santos Laguna    |
| 20 | C    | Javier Aquino       | 11 febbraio 1990 (24 anni)  | 21    | 0    | Villarreal       |
| 21 | C    | Carlos Alberto Peña | 29 marzo 1990 (24 anni)     | 11    | 2    | León             |
| 22 | D    | Paul Aguilar        | 6 marzo 1986 (28 anni)      | 27    | 3    | América          |
| 23 | C    | José Juan Vázquez   | 14 marzo 1988 (26 anni)     | 2     | 0    | León             |

## Gruppo B

### Australia
Commissario tecnico:  Ange Postecoglou
Lista dei convocati resa nota il 2 giugno 2014.
| N. | Pos. | Giocatore          | Data nascita (età)          | Pres. | Reti | Squadra            |
| -- | ---- | ------------------ | --------------------------- | ----- | ---- | ------------------ |
| 1  | P    | Mathew Ryan        | 8 aprile 1992 (22 anni)     | 2     | 0    | Club Bruges        |
| 2  | D    | Ivan Franjić       | 10 settembre 1987 (26 anni) | 7     | 0    | Brisbane Roar      |
| 3  | D    | Jason Davidson     | 29 giugno 1991 (22 anni)    | 1     | 0    | Heracles Almelo    |
| 4  | C    | Tim Cahill         | 6 dicembre 1979 (34 anni)   | 69    | 33   | N.Y. Red Bulls     |
| 5  | C    | Mark Milligan      | 4 agosto 1985 (28 anni)     | 27    | 2    | Melbourne Victory  |
| 6  | D    | Matthew Špiranović | 27 giugno 1988 (25 anni)    | 16    | 0    | Western Sydney     |
| 7  | A    | Mathew Leckie      | 4 febbraio 1991 (23 anni)   | 0     | 0    | FSV Francoforte    |
| 8  | D    | Bailey Wright      | 28 luglio 1992 (21 anni)    | 0     | 0    | Preston N.E.       |
| 9  | A    | Adam Taggart       | 2 giugno 1993 (21 anni)     | 4     | 3    | Newcastle Jets     |
| 10 | A    | Ben Halloran       | 14 giugno 1992 (21 anni)    | 1     | 0    | Fortuna Düsseldorf |
| 11 | C    | Thomas Oar         | 10 dicembre 1991 (22 anni)  | 13    | 1    | Utrecht            |
| 12 | P    | Mitchell Langerak  | 22 agosto 1988 (25 anni)    | 3     | -?   | Borussia Dortmund  |
| 13 | C    | Oliver Bozanic     | 8 gennaio 1989 (25 anni)    | 0     | 0    | Lucerna            |
| 14 | C    | James Troisi       | 3 luglio 1988 (25 anni)     | 9     | 1    | Melbourne Victory  |
| 15 | C    | Mile Jedinak       | 3 agosto 1984 (29 anni)     | 44    | 4    | Crystal Palace     |
| 16 | C    | James Holland      | 15 maggio 1989 (25 anni)    | 10    | 0    | Austria Vienna     |
| 17 | C    | Matt McKay         | 11 gennaio 1983 (31 anni)   | 23    | 0    | Brisbane Roar      |
| 18 | P    | Eugene Galeković   | 12 giugno 1981 (33 anni)    | 4     | -?   | Adelaide Utd       |
| 19 | D    | Ryan McGowan       | 15 agosto 1989 (24 anni)    | 9     | 0    | Shandong Taishan   |
| 20 | C    | Dario Vidošić      | 7 aprile 1987 (27 anni)     | 20    | 2    | Sion               |
| 21 | C    | Massimo Luongo     | 25 settembre 1992 (21 anni) | 1     | 0    | Swindon Town       |
| 22 | D    | Alex Wilkinson     | 13 agosto 1984 (29 anni)    | 1     | 0    | Jeonbuk Hyundai    |
| 23 | C    | Mark Bresciano     | 11 febbraio 1980 (34 anni)  | 73    | 12   | Al-Gharafa         |

### Cile
Commissario tecnico:  Jorge Sampaoli
Lista dei convocati resa nota il 1º giugno 2014.
| N. | Pos. | Giocatore            | Data nascita (età)         | Pres. | Reti | Squadra              |
| -- | ---- | -------------------- | -------------------------- | ----- | ---- | -------------------- |
| 1  | P    | Claudio Bravo        | 13 aprile 1983 (31 anni)   | 78    | 0    | Real Sociedad        |
| 2  | D    | Eugenio Mena         | 18 luglio 1988 (25 anni)   | 23    | 3    | Santos               |
| 3  | C    | Miiko Albornoz       | 30 novembre 1990 (23 anni) | 1     | 1    | Malmö FF             |
| 4  | C    | Mauricio Isla        | 12 giugno 1988 (26 anni)   | 45    | 2    | Juventus             |
| 5  | C    | Francisco Silva      | 11 febbraio 1986 (28 anni) | 11    | 0    | Osasuna              |
| 6  | C    | Carlos Carmona       | 21 febbraio 1987 (27 anni) | 43    | 1    | Atalanta             |
| 7  | A    | Alexis Sánchez       | 19 dicembre 1988 (25 anni) | 65    | 22   | Barcellona           |
| 8  | C    | Arturo Vidal         | 22 maggio 1987 (27 anni)   | 53    | 8    | Juventus             |
| 9  | A    | Mauricio Pinilla     | 4 febbraio 1984 (30 anni)  | 24    | 4    | Cagliari             |
| 10 | A    | Jorge Valdivia       | 19 ottobre 1983 (30 anni)  | 56    | 4    | Palmeiras            |
| 11 | A    | Eduardo Vargas       | 20 novembre 1989 (24 anni) | 28    | 13   | Valencia             |
| 12 | P    | Cristopher Toselli   | 15 giugno 1988 (25 anni)   | 4     | 0    | Universidad Católica |
| 13 | D    | José Manuel Rojas    | 23 giugno 1983 (30 anni)   | 18    | 1    | Universidad de Chile |
| 14 | A    | Fabián Orellana      | 27 gennaio 1986 (28 anni)  | 24    | 2    | Celta Vigo           |
| 15 | C    | Jean Beausejour      | 1º giugno 1984 (30 anni)   | 59    | 5    | Wigan                |
| 16 | C    | Felipe Gutiérrez     | 8 ottobre 1990 (23 anni)   | 16    | 1    | Twente               |
| 17 | D    | Gary Medel           | 3 agosto 1987 (26 anni)    | 60    | 5    | Cardiff City         |
| 18 | D    | Gonzalo Jara         | 29 agosto 1985 (28 anni)   | 64    | 3    | Nottingham Forest    |
| 19 | C    | José Fuenzalida      | 22 febbraio 1985 (29 anni) | 22    | 1    | Colo-Colo            |
| 20 | C    | Charles Aránguiz     | 17 aprile 1989 (25 anni)   | 19    | 2    | Internacional        |
| 21 | C    | Marcelo Alfonso Díaz | 30 dicembre 1986 (27 anni) | 19    | 0    | Basilea              |
| 22 | A    | Esteban Paredes      | 1º agosto 1980 (33 anni)   | 34    | 10   | Colo-Colo            |
| 23 | P    | Johnny Herrera       | 9 maggio 1981 (33 anni)    | 7     | 0    | Universidad de Chile |

### Paesi Bassi
Commissario tecnico:  Louis van Gaal
Lista dei convocati resa nota il 31 maggio 2014.
| N. | Pos. | Giocatore           | Data nascita (età)          | Pres. | Reti | Squadra        |
| -- | ---- | ------------------- | --------------------------- | ----- | ---- | -------------- |
| 1  | P    | Jasper Cillessen    | 22 aprile 1989 (25 anni)    | 5     | 0    | Ajax           |
| 2  | D    | Ron Vlaar           | 16 febbraio 1985 (29 anni)  | 22    | 1    | Aston Villa    |
| 3  | D    | Stefan de Vrij      | 5 febbraio 1992 (22 anni)   | 10    | 0    | Feyenoord      |
| 4  | D    | Bruno Martins Indi  | 8 febbraio 1992 (22 anni)   | 13    | 2    | Feyenoord      |
| 5  | D    | Daley Blind         | 9 marzo 1990 (24 anni)      | 9     | 0    | Ajax           |
| 6  | C    | Nigel de Jong       | 30 novembre 1984 (29 anni)  | 69    | 1    | Milan          |
| 7  | D    | Daryl Janmaat       | 22 luglio 1989 (24 anni)    | 13    | 0    | Feyenoord      |
| 8  | C    | Jonathan de Guzmán  | 13 settembre 1987 (26 anni) | 8     | 0    | Swansea City   |
| 9  | A    | Robin van Persie    | 6 agosto 1983 (30 anni)     | 83    | 42   | Manchester Utd |
| 10 | C    | Wesley Sneijder     | 9 giugno 1984 (30 anni)     | 97    | 26   | Galatasaray    |
| 11 | A    | Arjen Robben        | 23 gennaio 1984 (30 anni)   | 73    | 22   | Bayern Monaco  |
| 12 | D    | Paul Verhaegh       | 1º settembre 1983 (30 anni) | 1     | 0    | Augusta        |
| 13 | D    | Joël Veltman        | 15 gennaio 1992 (22 anni)   | 1     | 0    | Ajax           |
| 14 | D    | Terence Kongolo     | 14 febbraio 1994 (20 anni)  | 1     | 0    | Feyenoord      |
| 15 | A    | Dirk Kuijt          | 22 luglio 1980 (33 anni)    | 98    | 24   | Fenerbahçe     |
| 16 | C    | Jordy Clasie        | 27 giugno 1991 (22 anni)    | 7     | 0    | Feyenoord      |
| 17 | A    | Jeremain Lens       | 24 novembre 1987 (26 anni)  | 20    | 7    | Dinamo Kiev    |
| 18 | C    | Leroy Fer           | 5 gennaio 1990 (24 anni)    | 5     | 0    | Norwich City   |
| 19 | A    | Klaas-Jan Huntelaar | 12 agosto 1983 (30 anni)    | 61    | 34   | Schalke 04     |
| 20 | C    | Georginio Wijnaldum | 11 novembre 1990 (23 anni)  | 3     | 1    | PSV            |
| 21 | A    | Memphis Depay       | 13 febbraio 1994 (20 anni)  | 4     | 0    | PSV            |
| 22 | P    | Michel Vorm         | 20 ottobre 1983 (30 anni)   | 14    | 0    | Swansea City   |
| 23 | P    | Tim Krul            | 3 aprile 1988 (26 anni)     | 5     | -4   | Newcastle Utd  |

### Spagna
Commissario tecnico:  Vicente del Bosque
Lista dei convocati resa nota il 31 maggio 2014.
| N. | Pos. | Giocatore         | Data nascita (età)         | Pres. | Reti | Squadra         |
| -- | ---- | ----------------- | -------------------------- | ----- | ---- | --------------- |
| 1  | P    | Iker Casillas     | 20 maggio 1981 (33 anni)   | 153   | -84  | Real Madrid     |
| 2  | D    | Raúl Albiol       | 4 settembre 1985 (28 anni) | 45    | 0    | Napoli          |
| 3  | D    | Gerard Piqué      | 2 febbraio 1987 (27 anni)  | 60    | 4    | Barcellona      |
| 4  | D    | Javi Martínez     | 2 settembre 1988 (25 anni) | 13    | 0    | Bayern Monaco   |
| 5  | D    | Juanfran          | 9 gennaio 1985 (29 anni)   | 7     | 1    | Atlético Madrid |
| 6  | C    | Andrés Iniesta    | 11 maggio 1984 (30 anni)   | 96    | 12   | Barcellona      |
| 7  | A    | David Villa       | 3 dicembre 1981 (32 anni)  | 95    | 56   | Atlético Madrid |
| 8  | C    | Xavi              | 25 gennaio 1980 (34 anni)  | 131   | 13   | Barcellona      |
| 9  | A    | Fernando Torres   | 20 marzo 1984 (30 anni)    | 107   | 37   | Chelsea         |
| 10 | C    | Cesc Fàbregas     | 4 maggio 1987 (27 anni)    | 88    | 13   | Barcellona      |
| 11 | A    | Pedro             | 28 luglio 1987 (26 anni)   | 38    | 14   | Barcellona      |
| 12 | P    | David de Gea      | 7 novembre 1990 (23 anni)  | 0     | 0    | Manchester Utd  |
| 13 | C    | Juan Mata         | 28 aprile 1988 (26 anni)   | 32    | 9    | Manchester Utd  |
| 14 | C    | Xabi Alonso       | 25 novembre 1981 (32 anni) | 110   | 15   | Real Madrid     |
| 15 | D    | Sergio Ramos      | 30 marzo 1986 (28 anni)    | 116   | 9    | Real Madrid     |
| 16 | C    | Sergio Busquets   | 16 luglio 1988 (25 anni)   | 63    | 0    | Barcellona      |
| 17 | C    | Koke              | 8 gennaio 1992 (22 anni)   | 6     | 0    | Atlético Madrid |
| 18 | D    | Jordi Alba        | 21 marzo 1989 (25 anni)    | 24    | 5    | Barcellona      |
| 19 | A    | Diego Costa       | 7 ottobre 1988 (25 anni)   | 1     | 0    | Atlético Madrid |
| 20 | C    | Santi Cazorla     | 13 dicembre 1984 (29 anni) | 61    | 11   | Arsenal         |
| 21 | C    | David Silva       | 8 gennaio 1986 (28 anni)   | 79    | 20   | Manchester City |
| 22 | D    | César Azpilicueta | 28 agosto 1989 (24 anni)   | 5     | 0    | Chelsea         |
| 23 | P    | José Manuel Reina | 31 agosto 1982 (31 anni)   | 32    | -17  | Napoli          |

## Gruppo C

### Colombia
Commissario tecnico:  José Pekerman
Lista dei convocati resa nota il 2 giugno 2014.
| N. | Pos. | Giocatore              | Data nascita (età)          | Pres. | Reti | Squadra           |
| -- | ---- | ---------------------- | --------------------------- | ----- | ---- | ----------------- |
| 1  | P    | David Ospina           | 31 agosto 1988 (25 anni)    | 42    | -?   | Nizza             |
| 2  | D    | Cristián Zapata        | 30 settembre 1986 (27 anni) | 20    | 0    | Milan             |
| 3  | D    | Mario Yepes            | 13 gennaio 1976 (38 anni)   | 97    | 6    | Atalanta          |
| 4  | D    | Santiago Arias         | 13 gennaio 1992 (22 anni)   | 3     | 0    | PSV               |
| 5  | C    | Carlos Carbonero       | 25 luglio 1990 (23 anni)    | 1     | 0    | River Plate       |
| 6  | C    | Carlos Sánchez         | 6 febbraio 1986 (28 anni)   | 43    | 0    | Elche             |
| 7  | D    | Pablo Armero           | 2 novembre 1986 (27 anni)   | 51    | 1    | West Ham Utd      |
| 8  | C    | Abel Aguilar           | 6 gennaio 1985 (29 anni)    | 46    | 6    | Tolosa            |
| 9  | A    | Teófilo Gutiérrez      | 27 maggio 1985 (29 anni)    | 27    | 11   | River Plate       |
| 10 | C    | James Rodríguez        | 12 luglio 1991 (22 anni)    | 21    | 4    | Monaco            |
| 11 | C    | Juan Cuadrado          | 26 maggio 1988 (26 anni)    | 27    | 3    | Fiorentina        |
| 12 | P    | Camilo Vargas          | 9 gennaio 1989 (25 anni)    | 0     | 0    | Santa Fe          |
| 13 | C    | Fredy Guarín           | 30 giugno 1986 (27 anni)    | 48    | 3    | Inter             |
| 14 | A    | Víctor Ibarbo          | 19 maggio 1990 (24 anni)    | 7     | 1    | Cagliari          |
| 15 | C    | Alexander Mejía        | 11 luglio 1988 (25 anni)    | 8     | 0    | Atlético Nacional |
| 16 | D    | Éder Álvarez Balanta   | 28 febbraio 1993 (21 anni)  | 1     | 0    | River Plate       |
| 17 | A    | Carlos Bacca           | 8 settembre 1986 (27 anni)  | 10    | 3    | Siviglia          |
| 18 | D    | Juan Camilo Zúñiga     | 14 dicembre 1985 (28 anni)  | 52    | 1    | Napoli            |
| 19 | A    | Adrián Ramos           | 22 gennaio 1986 (28 anni)   | 23    | 2    | Borussia Dortmund |
| 20 | C    | Juan Fernando Quintero | 18 gennaio 1993 (21 anni)   | 3     | 0    | Porto             |
| 21 | A    | Jackson Martínez       | 3 ottobre 1986 (27 anni)    | 27    | 8    | Porto             |
| 22 | P    | Faryd Mondragón        | 21 giugno 1971 (42 anni)    | 54    | -?   | Deportivo Cali    |
| 23 | D    | Carlos Valdés          | 22 maggio 1985 (29 anni)    | 12    | 2    | San Lorenzo       |

### Costa d'Avorio
Commissario tecnico:  Sabri Lamouchi
Lista dei convocati resa nota il 2 giugno 2014.
| N. | Pos. | Giocatore              | Data nascita (età)         | Pres. | Reti | Squadra               |
| -- | ---- | ---------------------- | -------------------------- | ----- | ---- | --------------------- |
| 1  | P    | Copa Barry             | 30 dicembre 1979 (34 anni) | 78    | 0    | Lokeren               |
| 2  | D    | Ousmane Viera          | 21 dicembre 1986 (27 anni) | 1     | 0    | Çaykur Rizespor       |
| 3  | D    | Arthur Boka            | 2 aprile 1983 (31 anni)    | 77    | 1    | Stoccarda             |
| 4  | D    | Kolo Touré             | 19 marzo 1981 (33 anni)    | 106   | 6    | Liverpool             |
| 5  | D    | Didier Zokora          | 14 dicembre 1980 (33 anni) | 115   | 1    | Trabzonspor           |
| 6  | A    | Mathis Bolly           | 14 novembre 1990 (23 anni) | 3     | 0    | Fortuna Düsseldorf    |
| 7  | D    | Jean-Daniel Akpa-Akpro | 11 ottobre 1992 (21 anni)  | 0     | 0    | Tolosa                |
| 8  | A    | Salomon Kalou          | 5 agosto 1985 (28 anni)    | 63    | 23   | Lilla                 |
| 9  | C    | Cheik Tioté            | 21 giugno 1986 (27 anni)   | 42    | 1    | Newcastle Utd         |
| 10 | A    | Gervinho               | 27 maggio 1987 (27 anni)   | 53    | 13   | Roma                  |
| 11 | A    | Didier Drogba          | 11 marzo 1978 (36 anni)    | 100   | 64   | Galatasaray           |
| 12 | A    | Wilfried Bony          | 10 dicembre 1988 (25 anni) | 23    | 8    | Swansea City          |
| 13 | C    | Didier Ya Konan        | 25 febbraio 1984 (30 anni) | 23    | 7    | Hannover 96           |
| 14 | C    | Ismaël Diomandé        | 28 agosto 1992 (21 anni)   | 0     | 0    | Saint-Étienne         |
| 15 | C    | Max Gradel             | 30 novembre 1987 (26 anni) | 23    | 2    | Saint-Étienne         |
| 16 | P    | Sylvain Gbohouo        | 9 gennaio 1989 (25 anni)   | 1     | 0    | Séwé Sports           |
| 17 | D    | Serge Aurier           | 24 dicembre 1992 (21 anni) | 5     | 0    | Tolosa                |
| 18 | D    | Constant Djakpa        | 17 ottobre 1986 (27 anni)  | 2     | 0    | Eintracht Francoforte |
| 19 | C    | Yaya Touré             | 13 maggio 1983 (31 anni)   | 83    | 16   | Manchester City       |
| 20 | C    | Serey Die              | 7 novembre 1984 (29 anni)  | 4     | 0    | Basilea               |
| 21 | A    | Giovanni Sio           | 31 marzo 1989 (25 anni)    | 6     | 0    | Basilea               |
| 22 | D    | Souleymane Bamba       | 13 gennaio 1985 (29 anni)  | 42    | 2    | Trabzonspor           |
| 23 | P    | Mandé Sayouba          | 15 giugno 1993 (20 anni)   | 1     | -2   | Stabæk                |

### Giappone
Commissario tecnico:  Alberto Zaccheroni
Lista dei convocati resa nota il 12 maggio 2014.
| N. | Pos. | Giocatore         | Data nascita (età)          | Pres. | Reti | Squadra             |
| -- | ---- | ----------------- | --------------------------- | ----- | ---- | ------------------- |
| 1  | P    | Eiji Kawashima    | 20 marzo 1983 (31 anni)     | 49    | -?   | Standard Liegi      |
| 2  | D    | Atsuto Uchida     | 27 marzo 1988 (26 anni)     | 65    | 1    | Schalke 04          |
| 3  | D    | Gōtoku Sakai      | 14 febbraio 1991 (23 anni)  | 12    | 0    | Stoccarda           |
| 4  | C    | Keisuke Honda     | 13 giugno 1986 (27 anni)    | 53    | 21   | Milan               |
| 5  | D    | Yūto Nagatomo     | 12 settembre 1986 (27 anni) | 67    | 3    | Inter               |
| 6  | D    | Masato Morishige  | 21 maggio 1987 (27 anni)    | 7     | 0    | FC Tokyo            |
| 7  | C    | Yasuhito Endō     | 28 gennaio 1980 (34 anni)   | 141   | 12   | Gamba Osaka         |
| 8  | C    | Hiroshi Kiyotake  | 12 novembre 1989 (24 anni)  | 24    | 1    | Norimberga          |
| 9  | A    | Shinji Okazaki    | 16 aprile 1986 (28 anni)    | 73    | 38   | Magonza             |
| 10 | C    | Shinji Kagawa     | 17 marzo 1989 (25 anni)     | 54    | 16   | Manchester Utd      |
| 11 | A    | Yōichirō Kakitani | 3 gennaio 1990 (24 anni)    | 9     | 4    | Cerezo Osaka        |
| 12 | P    | Shūsaku Nishikawa | 18 giugno 1986 (27 anni)    | 8     | -?   | Urawa Reds          |
| 13 | A    | Yoshito Ōkubo     | 9 giugno 1982 (32 anni)     | 54    | 5    | Kawasaki Frontale   |
| 14 | C    | Toshihiro Aoyama  | 22 febbraio 1986 (28 anni)  | 4     | 0    | Sanfrecce Hiroshima |
| 15 | D    | Yasuyuki Konno    | 25 gennaio 1983 (31 anni)   | 78    | 1    | Gamba Osaka         |
| 16 | C    | Hotaru Yamaguchi  | 6 ottobre 1990 (23 anni)    | 9     | 0    | Cerezo Osaka        |
| 17 | C    | Makoto Hasebe     | 18 gennaio 1984 (30 anni)   | 77    | 2    | Norimberga          |
| 18 | A    | Yūya Ōsako        | 18 maggio 1990 (24 anni)    | 7     | 3    | Monaco 1860         |
| 19 | D    | Masahiko Inoha    | 28 agosto 1983 (30 anni)    | 20    | 1    | Júbilo Iwata        |
| 20 | A    | Manabu Saitō      | 4 aprile 1990 (24 anni)     | 4     | 1    | Yokohama F·Marinos  |
| 21 | D    | Hiroki Sakai      | 12 aprile 1990 (24 anni)    | 15    | 0    | Hannover 96         |
| 22 | D    | Maya Yoshida      | 24 agosto 1988 (25 anni)    | 38    | 2    | Southampton         |
| 23 | P    | Shūichi Gonda     | 3 marzo 1989 (25 anni)      | 1     | -?   | FC Tokyo            |

### Grecia
Commissario tecnico:  Fernando Santos
Lista dei convocati resa nota il 19 maggio 2014.
| N. | Pos. | Giocatore                  | Data nascita (età)         | Pres. | Reti | Squadra           |
| -- | ---- | -------------------------- | -------------------------- | ----- | ---- | ----------------- |
| 1  | P    | Orestīs Karnezīs           | 11 luglio 1985 (28 anni)   | 8     | -7   | Granada           |
| 2  | D    | Giannīs Maniatīs           | 12 ottobre 1986 (27 anni)  | 21    | 0    | Olympiacos        |
| 3  | D    | Giorgos Tzavelas           | 26 novembre 1987 (26 anni) | 12    | 0    | PAOK              |
| 4  | D    | Kōstas Manōlas             | 14 giugno 1991 (22 anni)   | 6     | 0    | Olympiacos        |
| 5  | D    | Vaggelīs Moras             | 26 agosto 1981 (32 anni)   | 16    | 0    | Verona            |
| 6  | C    | Alexandros Tziolīs         | 13 febbraio 1985 (29 anni) | 41    | 1    | Kayserispor       |
| 7  | A    | Giōrgos Samaras            | 21 febbraio 1985 (29 anni) | 69    | 8    | Celtic            |
| 8  | C    | Panagiōtīs Kone            | 26 luglio 1987 (26 anni)   | 14    | 0    | Bologna           |
| 9  | A    | Kōstas Mītroglou           | 12 marzo 1988 (26 anni)    | 29    | 8    | Fulham            |
| 10 | C    | Giōrgos Karagkounīs        | 6 marzo 1977 (37 anni)     | 132   | 10   | Fulham            |
| 11 | D    | Loukas Vyntra              | 5 febbraio 1981 (33 anni)  | 42    | 0    | Levante           |
| 12 | P    | Panagiōtīs Glykos          | 3 giugno 1986 (28 anni)    | 1     | -2   | PAOK              |
| 13 | P    | Stefanos Kapino            | 18 marzo 1994 (20 anni)    | 1     | -3   | Panathīnaïkos     |
| 14 | A    | Dimitris Salpingidis       | 18 agosto 1981 (32 anni)   | 62    | 10   | PAOK              |
| 15 | D    | Vasilīs Torosidīs          | 10 giugno 1985 (29 anni)   | 63    | 7    | Roma              |
| 16 | C    | Lazaros Christodoulopoulos | 19 dicembre 1986 (27 anni) | 15    | 1    | Bologna           |
| 17 | A    | Theofanis Gekas            | 23 maggio 1980 (34 anni)   | 69    | 24   | Konyaspor         |
| 18 | C    | Ioannis Fetfatzidis        | 21 dicembre 1990 (23 anni) | 15    | 3    | Genoa             |
| 19 | D    | Sōkratīs Papastathopoulos  | 9 giugno 1988 (26 anni)    | 45    | 0    | Borussia Dortmund |
| 20 | D    | José Holebas               | 27 giugno 1984 (29 anni)   | 20    | 1    | Olympiacos        |
| 21 | C    | Kōstas Katsouranīs         | 21 giugno 1979 (34 anni)   | 108   | 9    | PAOK              |
| 22 | C    | Andreas Samarīs            | 13 giugno 1989 (24 anni)   | 3     | 0    | Olympiacos        |
| 23 | C    | Panagiōtīs Tachtsidīs      | 15 febbraio 1991 (23 anni) | 4     | 0    | Torino            |

## Gruppo D

### Costa Rica
Commissario tecnico:  Jorge Luis Pinto
Lista dei convocati resa nota il 2 giugno 2014.
| N. | Pos. | Giocatore          | Data nascita (età)          | Pres. | Reti | Squadra        |
| -- | ---- | ------------------ | --------------------------- | ----- | ---- | -------------- |
| 1  | P    | Keylor Navas       | 15 dicembre 1986 (27 anni)  | 51    | -?   | Levante        |
| 2  | D    | Johnny Acosta      | 21 luglio 1983 (30 anni)    | 26    | 1    | Alajuelense    |
| 3  | D    | Giancarlo González | 8 febbraio 1988 (26 anni)   | 33    | 2    | Columbus Crew  |
| 4  | D    | Michael Umaña      | 16 luglio 1982 (31 anni)    | 65    | 2    | Saprissa       |
| 5  | C    | Celso Borges       | 27 maggio 1988 (26 anni)    | 58    | 14   | AIK            |
| 6  | D    | Óscar Duarte       | 3 giugno 1989 (25 anni)     | 10    | 0    | Club Bruges    |
| 7  | C    | Cristian Bolaños   | 17 maggio 1984 (30 anni)    | 53    | 2    | Copenaghen     |
| 8  | D    | David Myrie        | 1º giugno 1988 (26 anni)    | 10    | 0    | Herediano      |
| 9  | A    | Joel Campbell      | 26 giugno 1992 (21 anni)    | 31    | 9    | Olympiacos     |
| 10 | A    | Bryan Ruiz         | 18 agosto 1985 (28 anni)    | 62    | 12   | PSV            |
| 11 | C    | Michael Barrantes  | 4 ottobre 1983 (30 anni)    | 51    | 4    | Aalesund       |
| 12 | D    | Waylon Francis     | 20 settembre 1990 (23 anni) | 1     | 0    | Columbus Crew  |
| 13 | C    | Esteban Granados   | 25 ottobre 1985 (28 anni)   | 12    | 0    | Herediano      |
| 14 | A    | Randall Brenes     | 13 agosto 1983 (30 anni)    | 38    | 8    | Cartaginés     |
| 15 | D    | Júnior Díaz        | 12 settembre 1983 (30 anni) | 60    | 1    | Magonza        |
| 16 | D    | Cristian Gamboa    | 24 ottobre 1989 (24 anni)   | 10    | 1    | Rosenborg      |
| 17 | C    | Yeltsin Tejeda     | 17 marzo 1992 (22 anni)     | 20    | 0    | Saprissa       |
| 18 | P    | Patrick Pemberton  | 24 aprile 1982 (32 anni)    | 20    | 0    | Alajuelense    |
| 19 | D    | Roy Miller         | 24 novembre 1984 (29 anni)  | 47    | 1    | N.Y. Red Bulls |
| 20 | C    | Diego Calvo        | 25 marzo 1991 (23 anni)     | 9     | 1    | Vålerenga      |
| 21 | A    | Marco Ureña        | 5 marzo 1990 (24 anni)      | 19    | 7    | Kuban'         |
| 22 | C    | José Cubero        | 14 febbraio 1987 (27 anni)  | 34    | 2    | Herediano      |
| 23 | P    | Daniel Cambronero  | 9 gennaio 1989 (25 anni)    | 2     | 0    | Herediano      |

### Inghilterra
Commissario tecnico:  Roy Hodgson
Lista dei convocati resa nota il 12 maggio 2014.
| N. | Pos. | Giocatore               | Data nascita (età)          | Pres. | Reti | Squadra         |
| -- | ---- | ----------------------- | --------------------------- | ----- | ---- | --------------- |
| 1  | P    | Joe Hart                | 19 maggio 1987 (27 anni)    | 39    | -31  | Manchester City |
| 2  | D    | Glen Johnson            | 23 agosto 1984 (29 anni)    | 50    | 1    | Liverpool       |
| 3  | D    | Leighton Baines         | 11 dicembre 1984 (29 anni)  | 22    | 1    | Everton         |
| 4  | C    | Steven Gerrard          | 30 maggio 1980 (34 anni)    | 109   | 21   | Liverpool       |
| 5  | D    | Gary Cahill             | 19 dicembre 1985 (28 anni)  | 23    | 2    | Chelsea         |
| 6  | D    | Phil Jagielka           | 17 agosto 1982 (31 anni)    | 24    | 1    | Everton         |
| 7  | C    | Jack Wilshere           | 01 gennaio 1992 (22 anni)   | 15    | 0    | Arsenal         |
| 8  | C    | Frank Lampard           | 20 giugno 1978 (35 anni)    | 103   | 29   | Chelsea         |
| 9  | A    | Daniel Sturridge        | 1º settembre 1989 (24 anni) | 10    | 3    | Liverpool       |
| 10 | A    | Wayne Rooney            | 24 ottobre 1985 (28 anni)   | 89    | 37   | Manchester Utd  |
| 11 | A    | Danny Welbeck           | 26 novembre 1990 (23 anni)  | 21    | 8    | Manchester Utd  |
| 12 | D    | Chris Smalling          | 22 novembre 1989 (24 anni)  | 10    | 0    | Manchester Utd  |
| 13 | P    | Ben Foster              | 3 maggio 1983 (31 anni)     | 6     | -4   | West Bromwich   |
| 14 | C    | Jordan Henderson        | 17 giugno 1990 (23 anni)    | 8     | 0    | Liverpool       |
| 15 | C    | Alex Oxlade-Chamberlain | 15 agosto 1993 (20 anni)    | 14    | 3    | Arsenal         |
| 16 | D    | Phil Jones              | 21 febbraio 1992 (22 anni)  | 9     | 0    | Manchester Utd  |
| 17 | C    | James Milner            | 4 gennaio 1986 (28 anni)    | 45    | 1    | Manchester City |
| 18 | A    | Rickie Lambert          | 16 febbraio 1982 (32 anni)  | 4     | 2    | Southampton     |
| 19 | A    | Raheem Sterling         | 8 dicembre 1994 (19 anni)   | 2     | 0    | Liverpool       |
| 20 | C    | Adam Lallana            | 10 maggio 1988 (26 anni)    | 3     | 0    | Southampton     |
| 21 | C    | Ross Barkley            | 5 dicembre 1993 (20 anni)   | 3     | 0    | Everton         |
| 22 | P    | Fraser Forster          | 17 marzo 1988 (26 anni)     | 1     | -2   | Celtic          |
| 23 | D    | Luke Shaw               | 12 luglio 1995 (18 anni)    | 1     | 0    | Southampton     |

### Italia
Commissario tecnico:  Cesare Prandelli
Lista dei convocati resa nota il 1º giugno 2014.
| N. | Pos. | Giocatore         | Data nascita (età)         | Pres. | Reti | Squadra             |
| -- | ---- | ----------------- | -------------------------- | ----- | ---- | ------------------- |
| 1  | P    | Gianluigi Buffon  | 28 gennaio 1978 (36 anni)  | 140   | -115 | Juventus            |
| 2  | D    | Mattia De Sciglio | 20 ottobre 1992 (21 anni)  | 11    | 0    | Milan               |
| 3  | D    | Giorgio Chiellini | 14 agosto 1984 (29 anni)   | 68    | 4    | Juventus            |
| 4  | D    | Matteo Darmian    | 2 dicembre 1989 (24 anni)  | 1     | 0    | Torino              |
| 5  | C    | Thiago Motta      | 28 agosto 1982 (31 anni)   | 20    | 1    | Paris Saint-Germain |
| 6  | C    | Antonio Candreva  | 28 febbraio 1987 (27 anni) | 20    | 0    | Lazio               |
| 7  | D    | Ignazio Abate     | 12 novembre 1986 (27 anni) | 20    | 1    | Milan               |
| 8  | C    | Claudio Marchisio | 19 gennaio 1986 (28 anni)  | 44    | 3    | Juventus            |
| 9  | A    | Mario Balotelli   | 12 agosto 1990 (23 anni)   | 30    | 12   | Milan               |
| 10 | A    | Antonio Cassano   | 12 luglio 1982 (31 anni)   | 37    | 10   | Parma               |
| 11 | A    | Alessio Cerci     | 23 luglio 1987 (26 anni)   | 12    | 0    | Torino              |
| 12 | P    | Salvatore Sirigu  | 12 gennaio 1987 (27 anni)  | 8     | -8   | Paris Saint-Germain |
| 13 | P    | Mattia Perin      | 10 novembre 1992 (21 anni) | 0     | 0    | Genoa               |
| 14 | C    | Alberto Aquilani  | 7 luglio 1984 (29 anni)    | 35    | 5    | Fiorentina          |
| 15 | D    | Andrea Barzagli   | 8 maggio 1981 (33 anni)    | 47    | 0    | Juventus            |
| 16 | C    | Daniele De Rossi  | 24 luglio 1983 (30 anni)   | 95    | 15   | Roma                |
| 17 | A    | Ciro Immobile     | 20 febbraio 1990 (24 anni) | 2     | 0    | Torino              |
| 18 | C    | Marco Parolo      | 25 gennaio 1985 (29 anni)  | 3     | 0    | Parma               |
| 19 | D    | Leonardo Bonucci  | 1º maggio 1987 (27 anni)   | 37    | 2    | Juventus            |
| 20 | D    | Gabriel Paletta   | 15 febbraio 1986 (28 anni) | 2     | 0    | Parma               |
| 21 | C    | Andrea Pirlo      | 19 maggio 1979 (35 anni)   | 109   | 13   | Juventus            |
| 22 | A    | Lorenzo Insigne   | 4 giugno 1991 (23 anni)    | 5     | 1    | Napoli              |
| 23 | C    | Marco Verratti    | 5 novembre 1992 (21 anni)  | 6     | 1    | Paris Saint-Germain |

### Uruguay
Commissario tecnico:  Óscar Tabárez
Lista dei convocati resa nota il 31 maggio 2014.
| N. | Pos. | Giocatore           | Data nascita (età)          | Pres. | Reti | Squadra             |
| -- | ---- | ------------------- | --------------------------- | ----- | ---- | ------------------- |
| 1  | P    | Fernando Muslera    | 16 giugno 1986 (27 anni)    | 57    | -66  | Galatasaray         |
| 2  | D    | Diego Lugano        | 2 novembre 1980 (33 anni)   | 91    | 9    | West Bromwich       |
| 3  | D    | Diego Godín         | 16 febbraio 1986 (28 anni)  | 75    | 3    | Atlético Madrid     |
| 4  | D    | Jorge Fucile        | 19 novembre 1984 (29 anni)  | 40    | 0    | Porto               |
| 5  | C    | Walter Gargano      | 23 luglio 1984 (29 anni)    | 60    | 1    | Parma               |
| 6  | C    | Álvaro Pereira      | 28 novembre 1985 (28 anni)  | 54    | 5    | San Paolo           |
| 7  | C    | Cristian Rodríguez  | 30 settembre 1985 (28 anni) | 63    | 6    | Atlético Madrid     |
| 8  | A    | Abel Hernández      | 8 agosto 1990 (23 anni)     | 12    | 7    | Palermo             |
| 9  | A    | Luis Suárez         | 24 gennaio 1987 (27 anni)   | 77    | 39   | Liverpool           |
| 10 | A    | Diego Forlán        | 19 maggio 1979 (35 anni)    | 109   | 36   | Cerezo Osaka        |
| 11 | A    | Christian Stuani    | 12 ottobre 1986 (27 anni)   | 8     | 2    | Espanyol            |
| 12 | P    | Rodrigo Muñoz       | 22 gennaio 1982 (32 anni)   | 0     | 0    | Libertad            |
| 13 | D    | José Giménez        | 20 gennaio 1995 (19 anni)   | 3     | 0    | Atlético Madrid     |
| 14 | C    | Nicolás Lodeiro     | 21 marzo 1989 (25 anni)     | 20    | 2    | Botafogo            |
| 15 | C    | Diego Pérez         | 18 maggio 1980 (34 anni)    | 87    | 2    | Bologna             |
| 16 | D    | Maximiliano Pereira | 8 giugno 1984 (30 anni)     | 87    | 3    | Benfica             |
| 17 | C    | Egidio Arévalo      | 1º gennaio 1982 (32 anni)   | 49    | 0    | Monarcas Morelia    |
| 18 | C    | Gastón Ramírez      | 2 dicembre 1990 (23 anni)   | 21    | 0    | Southampton         |
| 19 | D    | Sebastián Coates    | 7 ottobre 1990 (23 anni)    | 10    | 1    | Nacional            |
| 20 | C    | Álvaro González     | 29 ottobre 1984 (29 anni)   | 39    | 2    | Lazio               |
| 21 | A    | Edinson Cavani      | 14 febbraio 1987 (27 anni)  | 61    | 20   | Paris Saint-Germain |
| 22 | D    | Martín Cáceres      | 7 aprile 1987 (27 anni)     | 54    | 1    | Juventus            |
| 23 | P    | Martín Silva        | 25 marzo 1983 (31 anni)     | 1     | -1   | Vasco da Gama       |

## Gruppo E

### Ecuador
Commissario tecnico:  Reinaldo Rueda
Lista dei convocati resa nota il 2 giugno 2014.
| N. | Pos. | Giocatore             | Data nascita (età)          | Pres. | Reti | Squadra          |
| -- | ---- | --------------------- | --------------------------- | ----- | ---- | ---------------- |
| 1  | P    | Máximo Banguera       | 16 dicembre 1985 (28 anni)  | 22    | -?   | Barcelona SC     |
| 2  | D    | Jorge Guagua          | 28 settembre 1981 (32 anni) | 57    | 2    | Emelec           |
| 3  | D    | Frickson Erazo        | 5 maggio 1988 (26 anni)     | 34    | 1    | Flamengo         |
| 4  | D    | Juan Carlos Paredes   | 8 luglio 1987 (26 anni)     | 36    | 0    | Barcelona SC     |
| 5  | C    | Renato Ibarra         | 20 febbraio 1991 (23 anni)  | 4     | 0    | Vitesse          |
| 6  | C    | Christian Noboa       | 9 aprile 1985 (29 anni)     | 40    | 2    | Dinamo Mosca     |
| 7  | A    | Jefferson Montero     | 1º settembre 1989 (24 anni) | 15    | 2    | Monarcas Morelia |
| 8  | C    | Édison Méndez         | 16 marzo 1979 (35 anni)     | 109   | 18   | Santa Fe         |
| 9  | A    | Joao Rojas            | 14 giugno 1989 (24 anni)    | 14    | 1    | Monarcas Morelia |
| 10 | D    | Walter Ayoví          | 11 agosto 1979 (34 anni)    | 88    | 8    | Pachuca          |
| 11 | A    | Felipe Caicedo        | 5 settembre 1988 (25 anni)  | 47    | 15   | Al-Jazira        |
| 12 | P    | Adrián Bone           | 8 settembre 1988 (25 anni)  | 3     | -?   | El Nacional      |
| 13 | A    | Enner Valencia        | 11 aprile 1989 (25 anni)    | 9     | 3    | Pachuca          |
| 14 | C    | Oswaldo Minda         | 26 luglio 1983 (30 anni)    | 18    | 0    | Chivas USA       |
| 15 | A    | Michael Arroyo        | 23 aprile 1987 (27 anni)    | 16    | 2    | Atlante          |
| 16 | C    | Luis Antonio Valencia | 4 agosto 1985 (28 anni)     | 67    | 8    | Manchester Utd   |
| 17 | A    | Jaime Ayoví           | 21 febbraio 1988 (26 anni)  | 29    | 9    | Club Tijuana     |
| 18 | D    | Óscar Bagüí           | 10 dicembre 1982 (31 anni)  | 17    | 0    | Emelec           |
| 19 | C    | Luis Saritama         | 20 ottobre 1983 (30 anni)   | 48    | 0    | Barcelona SC     |
| 20 | C    | Fidel Martínez        | 15 febbraio 1990 (24 anni)  | 2     | 1    | Club Tijuana     |
| 21 | D    | Gabriel Achilier      | 24 marzo 1985 (29 anni)     | 1     | 0    | Emelec           |
| 22 | P    | Alexander Domínguez   | 5 giugno 1987 (27 anni)     | 18    | -?   | LDU Quito        |
| 23 | C    | Carlos Gruezo         | 19 aprile 1995 (19 anni)    | 1     | 0    | Stoccarda        |

### Francia
Commissario tecnico:  Didier Deschamps
Lista dei convocati resa nota il 13 maggio 2014.
| N. | Pos. | Giocatore           | Data nascita (età)          | Pres. | Reti | Squadra             |
| -- | ---- | ------------------- | --------------------------- | ----- | ---- | ------------------- |
| 1  | P    | Hugo Lloris         | 26 dicembre 1986 (27 anni)  | 55    | -33  | Tottenham           |
| 2  | D    | Mathieu Debuchy     | 28 luglio 1985 (28 anni)    | 20    | 2    | Newcastle Utd       |
| 3  | D    | Patrice Evra        | 15 maggio 1981 (33 anni)    | 56    | 0    | Manchester Utd      |
| 4  | D    | Raphaël Varane      | 25 aprile 1993 (21 anni)    | 5     | 0    | Real Madrid         |
| 5  | D    | Mamadou Sakho       | 13 febbraio 1990 (24 anni)  | 17    | 2    | Liverpool           |
| 6  | C    | Yohan Cabaye        | 14 gennaio 1986 (28 anni)   | 28    | 2    | Paris Saint-Germain |
| 7  | C    | Rémy Cabella        | 8 marzo 1990 (24 anni)      | 0     | 0    | Montpellier         |
| 8  | C    | Mathieu Valbuena    | 28 settembre 1984 (29 anni) | 33    | 5    | Olympique Marsiglia |
| 9  | A    | Olivier Giroud      | 30 settembre 1986 (27 anni) | 27    | 7    | Arsenal             |
| 10 | A    | Karim Benzema       | 19 dicembre 1987 (26 anni)  | 65    | 19   | Real Madrid         |
| 11 | A    | Antoine Griezmann   | 21 marzo 1991 (23 anni)     | 2     | 0    | Real Sociedad       |
| 12 | C    | Rio Mavuba          | 8 marzo 1984 (30 anni)      | 10    | 0    | Lilla               |
| 13 | D    | Eliaquim Mangala    | 13 febbraio 1991 (23 anni)  | 2     | 0    | Porto               |
| 14 | C    | Blaise Matuidi      | 9 aprile 1987 (27 anni)     | 21    | 1    | Paris Saint-Germain |
| 15 | D    | Bacary Sagna        | 14 febbraio 1983 (31 anni)  | 42    | 0    | Arsenal             |
| 16 | P    | Stéphane Ruffier    | 27 settembre 1986 (27 anni) | 2     | -2   | Saint-Étienne       |
| 17 | C    | Lucas Digne         | 20 luglio 1993 (20 anni)    | 2     | 0    | Paris Saint-Germain |
| 18 | C    | Moussa Sissoko      | 16 agosto 1989 (24 anni)    | 15    | 0    | Newcastle Utd       |
| 19 | C    | Paul Pogba          | 15 marzo 1993 (21 anni)     | 9     | 2    | Juventus            |
| 20 | A    | Loïc Rémy           | 2 gennaio 1987 (27 anni)    | 23    | 5    | Newcastle Utd       |
| 21 | D    | Laurent Koscielny   | 10 settembre 1985 (28 anni) | 16    | 0    | Arsenal             |
| 22 | C    | Morgan Schneiderlin | 8 novembre 1989 (24 anni)   | 0     | 0    | Southampton         |
| 23 | P    | Mickaël Landreau    | 14 maggio 1979 (35 anni)    | 11    | -19  | Bastia              |

### Honduras
Commissario tecnico:  Luis Fernando Suárez
Lista dei convocati resa nota il 6 maggio 2014.
| N. | Pos. | Giocatore              | Data nascita (età)          | Pres. | Reti | Squadra          |
| -- | ---- | ---------------------- | --------------------------- | ----- | ---- | ---------------- |
| 1  | P    | Luis López             | 13 settembre 1993 (20 anni) | 0     | 0    | Real España      |
| 2  | D    | Osman Chávez           | 29 luglio 1984 (29 anni)    | 52    | 0    | Q. Zhongneng     |
| 3  | D    | Maynor Figueroa        | 2 maggio 1983 (31 anni)     | 103   | 3    | Hull City        |
| 4  | D    | Juan Pablo Montes      | 26 ottobre 1985 (28 anni)   | 9     | 1    | Motagua          |
| 5  | D    | Víctor Bernárdez       | 24 maggio 1982 (32 anni)    | 74    | 4    | S.J. Earthquakes |
| 6  | D    | Juan Carlos García     | 8 marzo 1988 (26 anni)      | 33    | 1    | Wigan            |
| 7  | D    | Emilio Izaguirre       | 10 maggio 1986 (28 anni)    | 67    | 1    | Celtic           |
| 8  | C    | Wilson Palacios        | 29 luglio 1984 (29 anni)    | 90    | 6    | Stoke City       |
| 9  | A    | Jerry Palacios         | 1º novembre 1981 (32 anni)  | 13    | 4    | Alajuelense      |
| 10 | C    | Marvin Chávez          | 3 novembre 1983 (30 anni)   | 39    | 4    | Chivas USA       |
| 11 | A    | Jerry Bengtson         | 8 aprile 1987 (27 anni)     | 41    | 19   | N.E. Revolution  |
| 12 | C    | Edder Delgado          | 20 novembre 1986 (27 anni)  | 27    | 0    | Real España      |
| 13 | A    | Carlo Costly           | 18 luglio 1982 (31 anni)    | 68    | 30   | Real España      |
| 14 | C    | Óscar Boniek García    | 4 settembre 1984 (29 anni)  | 91    | 2    | Houston Dynamo   |
| 15 | C    | Roger Espinoza         | 25 ottobre 1986 (27 anni)   | 39    | 3    | Wigan            |
| 16 | A    | Rony Martínez          | 16 ottobre 1988 (25 anni)   | 7     | 1    | Real Sociedad    |
| 17 | C    | Andy Najar             | 16 marzo 1993 (21 anni)     | 9     | 1    | Anderlecht       |
| 18 | P    | Noel Valladares        | 3 maggio 1977 (37 anni)     | 106   | -?   | Olimpia          |
| 19 | C    | Luis Garrido           | 5 novembre 1990 (23 anni)   | 25    | 0    | Olimpia          |
| 20 | C    | Jorge Claros           | 8 gennaio 1986 (28 anni)    | 37    | 3    | Motagua          |
| 21 | D    | Brayan Beckeles        | 28 novembre 1985 (28 anni)  | 21    | 1    | Olimpia          |
| 22 | P    | Donis Escober          | 3 febbraio 1980 (34 anni)   | 25    | -?   | Olimpia          |
| 23 | C    | Mario Roberto Martínez | 30 luglio 1989 (24 anni)    | 47    | 8    | Real España      |

### Svizzera
Commissario tecnico:  Ottmar Hitzfeld
Lista dei convocati resa nota il 13 maggio 2014.
| N. | Pos. | Giocatore            | Data nascita (età)          | Pres. | Reti | Squadra               |
| -- | ---- | -------------------- | --------------------------- | ----- | ---- | --------------------- |
| 1  | P    | Diego Benaglio       | 8 settembre 1983 (30 anni)  | 55    | -?   | Wolfsburg             |
| 2  | D    | Stephan Lichtsteiner | 16 gennaio 1984 (30 anni)   | 61    | 4    | Juventus              |
| 3  | D    | Reto Ziegler         | 16 gennaio 1986 (28 anni)   | 34    | 1    | Sassuolo              |
| 4  | D    | Philippe Senderos    | 4 gennaio 1985 (29 anni)    | 52    | 5    | Valencia              |
| 5  | D    | Steve von Bergen     | 10 giugno 1983 (31 anni)    | 40    | 0    | Young Boys            |
| 6  | D    | Michael Lang         | 8 febbraio 1991 (23 anni)   | 5     | 1    | Grasshoppers          |
| 7  | C    | Tranquillo Barnetta  | 22 maggio 1985 (29 anni)    | 73    | 10   | Eintracht Francoforte |
| 8  | C    | Gökhan Inler         | 27 gennaio 1984 (30 anni)   | 71    | 6    | Napoli                |
| 9  | A    | Haris Seferović      | 22 febbraio 1992 (22 anni)  | 9     | 1    | Real Sociedad         |
| 10 | A    | Granit Xhaka         | 27 settembre 1992 (21 anni) | 24    | 4    | Borussia M'gladbach   |
| 11 | C    | Valon Behrami        | 19 aprile 1985 (29 anni)    | 46    | 2    | Napoli                |
| 12 | P    | Yann Sommer          | 17 dicembre 1988 (25 anni)  | 6     | -2   | Basilea               |
| 13 | D    | Ricardo Rodríguez    | 25 agosto 1992 (21 anni)    | 19    | 0    | Wolfsburg             |
| 14 | A    | Valentin Stocker     | 12 aprile 1989 (25 anni)    | 22    | 3    | Hertha Berlino        |
| 15 | C    | Blerim Džemaili      | 12 aprile 1986 (28 anni)    | 32    | 1    | Napoli                |
| 16 | C    | Gelson Fernandes     | 2 settembre 1986 (27 anni)  | 46    | 2    | Friburgo              |
| 17 | C    | Mario Gavranović     | 24 novembre 1989 (24 anni)  | 10    | 4    | Zurigo                |
| 18 | A    | Admir Mehmedi        | 16 marzo 1991 (23 anni)     | 19    | 1    | Friburgo              |
| 19 | A    | Josip Drmić          | 8 agosto 1992 (21 anni)     | 5     | 2    | Norimberga            |
| 20 | D    | Johan Djourou        | 18 gennaio 1987 (27 anni)   | 43    | 1    | Amburgo               |
| 21 | P    | Roman Bürki          | 14 novembre 1990 (23 anni)  | 0     | 0    | Grasshoppers          |
| 22 | D    | Fabian Schär         | 20 dicembre 1991 (22 anni)  | 5     | 3    | Basilea               |
| 23 | A    | Xherdan Shaqiri      | 10 ottobre 1991 (22 anni)   | 31    | 8    | Bayern Monaco         |

## Gruppo F

### Argentina
Commissario tecnico:  Alejandro Sabella
Lista dei convocati resa nota il 2 giugno 2014.
| N. | Pos. | Giocatore          | Data nascita (età)         | Pres. | Reti | Squadra             |
| -- | ---- | ------------------ | -------------------------- | ----- | ---- | ------------------- |
| 1  | P    | Sergio Romero      | 22 febbraio 1987 (27 anni) | 45    | -36  | Monaco              |
| 2  | D    | Ezequiel Garay     | 10 ottobre 1986 (27 anni)  | 18    | 0    | Benfica             |
| 3  | D    | Hugo Campagnaro    | 27 giugno 1980 (33 anni)   | 13    | 0    | Inter               |
| 4  | D    | Pablo Zabaleta     | 16 gennaio 1985 (29 anni)  | 36    | 0    | Manchester City     |
| 5  | C    | Fernando Gago      | 10 aprile 1986 (28 anni)   | 46    | 0    | Boca Juniors        |
| 6  | C    | Lucas Biglia       | 30 gennaio 1986 (28 anni)  | 17    | 0    | Lazio               |
| 7  | C    | Ángel Di María     | 14 febbraio 1988 (26 anni) | 45    | 9    | Real Madrid         |
| 8  | C    | Enzo Pérez         | 22 febbraio 1986 (28 anni) | 6     | 1    | Benfica             |
| 9  | A    | Gonzalo Higuaín    | 10 dicembre 1987 (26 anni) | 36    | 20   | Napoli              |
| 10 | A    | Lionel Messi       | 24 giugno 1987 (26 anni)   | 84    | 37   | Barcellona          |
| 11 | C    | Maxi Rodríguez     | 2 gennaio 1981 (33 anni)   | 52    | 15   | Newell's Old Boys   |
| 12 | P    | Agustín Orión      | 26 giugno 1981 (32 anni)   | 2     | -2   | Boca Juniors        |
| 13 | C    | Augusto Fernández  | 10 aprile 1986 (28 anni)   | 7     | 1    | Celta Vigo          |
| 14 | C    | Javier Mascherano  | 8 giugno 1984 (30 anni)    | 95    | 2    | Barcellona          |
| 15 | D    | Martín Demichelis  | 20 dicembre 1980 (33 anni) | 37    | 2    | Manchester City     |
| 16 | D    | Marcos Rojo        | 20 marzo 1990 (24 anni)    | 19    | 0    | Sporting Lisbona    |
| 17 | D    | Federico Fernández | 21 febbraio 1989 (25 anni) | 24    | 2    | Napoli              |
| 18 | A    | Rodrigo Palacio    | 5 febbraio 1982 (32 anni)  | 21    | 2    | Inter               |
| 19 | C    | Ricky Álvarez      | 12 aprile 1988 (26 anni)   | 5     | 0    | Inter               |
| 20 | A    | Sergio Agüero      | 2 giugno 1988 (26 anni)    | 50    | 21   | Manchester City     |
| 21 | P    | Mariano Andújar    | 30 luglio 1983 (30 anni)   | 10    | -11  | Catania             |
| 22 | A    | Ezequiel Lavezzi   | 3 maggio 1985 (29 anni)    | 29    | 4    | Paris Saint-Germain |
| 23 | D    | José Basanta       | 3 aprile 1984 (30 anni)    | 7     | 0    | Monterrey           |

### Bosnia ed Erzegovina
Commissario tecnico:  Safet Sušić
Lista dei convocati resa nota il 2 giugno 2014.
| N. | Pos. | Giocatore          | Data nascita (età)          | Pres. | Reti | Squadra             |
| -- | ---- | ------------------ | --------------------------- | ----- | ---- | ------------------- |
| 1  | P    | Asmir Begović      | 20 giugno 1987 (26 anni)    | 28    | -26  | Stoke City          |
| 2  | C    | Avdija Vršajević   | 6 marzo 1986 (28 anni)      | 12    | 0    | Hajduk Spalato      |
| 3  | D    | Ermin Bičakčić     | 24 gennaio 1990 (24 anni)   | 7     | 1    | Hoffenheim          |
| 4  | D    | Emir Spahić        | 18 agosto 1980 (33 anni)    | 72    | 3    | Bayer Leverkusen    |
| 5  | D    | Sead Kolašinac     | 20 giugno 1993 (20 anni)    | 2     | 0    | Schalke 04          |
| 6  | D    | Ognjen Vranješ     | 24 ottobre 1989 (24 anni)   | 11    | 0    | Elazığspor          |
| 7  | D    | Muhamed Bešić      | 10 settembre 1992 (21 anni) | 7     | 0    | Ferencváros         |
| 8  | C    | Miralem Pjanić     | 2 aprile 1990 (24 anni)     | 47    | 8    | Roma                |
| 9  | A    | Vedad Ibišević     | 6 agosto 1984 (29 anni)     | 54    | 20   | Stoccarda           |
| 10 | C    | Zvjezdan Misimović | 5 giugno 1982 (32 anni)     | 79    | 25   | Guizhou Renhe       |
| 11 | A    | Edin Džeko         | 17 marzo 1986 (28 anni)     | 61    | 35   | Manchester City     |
| 12 | P    | Jasmin Fejzić      | 15 maggio 1986 (28 anni)    | 0     | 0    | Aalen               |
| 13 | D    | Mensur Mujdža      | 28 marzo 1984 (30 anni)     | 22    | 0    | Friburgo            |
| 14 | C    | Tino-Sven Sušić    | 13 febbraio 1992 (22 anni)  | 1     | 0    | Hajduk Spalato      |
| 15 | D    | Toni Šunjić        | 15 dicembre 1988 (25 anni)  | 5     | 0    | Zorja               |
| 16 | C    | Senad Lulić        | 18 gennaio 1986 (28 anni)   | 33    | 1    | Lazio               |
| 17 | C    | Senijad Ibričić    | 26 settembre 1985 (28 anni) | 42    | 4    | K. Erciyesspor      |
| 18 | C    | Haris Medunjanin   | 8 marzo 1985 (29 anni)      | 34    | 5    | Gaziantepspor       |
| 19 | A    | Edin Višća         | 2 febbraio 1990 (24 anni)   | 8     | 0    | İstanbul Başakşehir |
| 20 | C    | Izet Hajrović      | 4 agosto 1991 (22 anni)     | 5     | 1    | Galatasaray         |
| 21 | C    | Anel Hadžić        | 16 agosto 1989 (24 anni)    | 1     | 0    | Sturm Graz          |
| 22 | P    | Asmir Avdukić      | 13 maggio 1981 (33 anni)    | 3     | 0    | Borac Banja Luka    |
| 23 | C    | Sejad Salihović    | 8 ottobre 1984 (29 anni)    | 40    | 4    | Hoffenheim          |

### Iran
Commissario tecnico:  Carlos Queiroz
Lista dei convocati resa nota il 1º giugno 2014.
| N. | Pos. | Giocatore           | Data nascita (età)          | Pres. | Reti | Squadra             |
| -- | ---- | ------------------- | --------------------------- | ----- | ---- | ------------------- |
| 1  | P    | Rahman Ahmadi       | 30 luglio 1980 (33 anni)    | 10    | 0    | Sepahan             |
| 2  | A    | Khosro Heydari      | 14 settembre 1983 (30 anni) | 47    | 0    | Esteghlal           |
| 3  | C    | Ehsan Hajsafi       | 25 febbraio 1990 (24 anni)  | 19    | 1    | Sepahan             |
| 4  | D    | Jalal Hosseini      | 3 febbraio 1982 (32 anni)   | 83    | 6    | Persepolis          |
| 5  | D    | Amir Hossein Sadeqi | 6 settembre 1981 (32 anni)  | 9     | 0    | Esteghlal           |
| 6  | C    | Javad Nekounam      | 7 settembre 1980 (33 anni)  | 138   | 37   | Kuwait SC           |
| 7  | A    | Masoud Shojaei      | 9 giugno 1984 (30 anni)     | 48    | 5    | Las Palmas          |
| 8  | C    | Reza Haghighi       | 1º febbraio 1989 (25 anni)  | 6     | 0    | Persepolis          |
| 9  | A    | Alireza Jahanbakhsh | 11 agosto 1993 (20 anni)    | 5     | 1    | N.E.C.              |
| 10 | A    | Karim Ansarifard    | 3 aprile 1990 (24 anni)     | 40    | 8    | Tractor Sazi        |
| 11 | C    | Ghasem Hadadifar    | 12 luglio 1983 (30 anni)    | 15    | 0    | Zob Ahan            |
| 12 | P    | Alireza Haghighi    | 2 maggio 1988 (26 anni)     | 5     | -?   | Covilhã             |
| 13 | D    | Hossein Mahini      | 16 settembre 1986 (27 anni) | 21    | 0    | Persepolis          |
| 14 | C    | Andranik Teymourian | 6 marzo 1983 (31 anni)      | 77    | 8    | Esteghlal           |
| 15 | D    | Pejman Montazeri    | 6 settembre 1983 (30 anni)  | 21    | 1    | Umm-Salal           |
| 16 | A    | Reza Ghoochannejhad | 20 settembre 1987 (26 anni) | 11    | 9    | Charlton            |
| 17 | D    | Ahmad Alenemeh      | 20 ottobre 1982 (31 anni)   | 9     | 1    | Naft Teheran        |
| 18 | C    | Bakhtiar Rahmani    | 23 settembre 1991 (22 anni) | 4     | 0    | Foolad              |
| 19 | D    | Hashem Beikzadeh    | 22 gennaio 1984 (30 anni)   | 17    | 1    | Esteghlal           |
| 20 | D    | Steven Beitashour   | 1º febbraio 1987 (27 anni)  | 4     | 0    | Vancouver Whitecaps |
| 21 | A    | Ashkan Dejagah      | 5 luglio 1986 (27 anni)     | 10    | 4    | Fulham              |
| 22 | P    | Daniel Davari       | 6 gennaio 1988 (26 anni)    | 3     | -3   | Grasshoppers        |
| 23 | D    | Mehrdad Pooladi     | 26 febbraio 1987 (27 anni)  | 19    | 0    | Persepolis          |

### Nigeria
Commissario tecnico:  Stephen Keshi
Lista dei convocati resa nota il 2 giugno 2014.
| N. | Pos. | Giocatore         | Data nascita (età)          | Pres. | Reti | Squadra            |
| -- | ---- | ----------------- | --------------------------- | ----- | ---- | ------------------ |
| 1  | P    | Vincent Enyeama   | 29 agosto 1982 (31 anni)    | 88    | -?   | Lilla              |
| 2  | D    | Joseph Yobo       | 6 settembre 1980 (33 anni)  | 87    | 7    | Norwich City       |
| 3  | D    | Ejike Uzoenyi     | 23 marzo 1992 (22 anni)     | 19    | 3    | Enugu Rangers      |
| 4  | C    | Reuben Gabriel    | 25 settembre 1990 (23 anni) | 8     | 1    | Kilmarnock         |
| 5  | D    | Efe Ambrose       | 18 ottobre 1988 (25 anni)   | 28    | 1    | Celtic             |
| 6  | D    | Azubuike Egwuekwe | 16 luglio 1989 (24 anni)    | 13    | 0    | Warri Wolves       |
| 7  | A    | Ahmed Musa        | 14 ottobre 1992 (21 anni)   | 29    | 6    | CSKA Mosca         |
| 8  | A    | Peter Odemwingie  | 15 luglio 1981 (32 anni)    | 55    | 9    | Stoke City         |
| 9  | A    | Emmanuel Emenike  | 10 maggio 1987 (27 anni)    | 19    | 9    | Fenerbahçe         |
| 10 | C    | John Obi Mikel    | 22 aprile 1987 (27 anni)    | 51    | 4    | Chelsea            |
| 11 | A    | Victor Moses      | 12 dicembre 1990 (23 anni)  | 17    | 6    | Stoke City         |
| 12 | D    | Kunle Odunlami    | 5 marzo 1990 (24 anni)      | 4     | 0    | Sunshine Stars     |
| 13 | D    | Juwon Oshaniwa    | 14 settembre 1990 (23 anni) | 10    | 0    | Ashdod             |
| 14 | D    | Godfrey Oboabona  | 16 agosto 1990 (23 anni)    | 27    | 1    | Çaykur Rizespor    |
| 15 | C    | Ramón Azeez       | 12 dicembre 1992 (21 anni)  | 1     | 0    | Almería            |
| 16 | P    | Austin Ejide      | 8 aprile 1984 (30 anni)     | 25    | -?   | Hapoel Be'er Sheva |
| 17 | C    | Ogenyi Onazi      | 25 dicembre 1992 (21 anni)  | 19    | 1    | Lazio              |
| 18 | A    | Michel Babatunde  | 24 dicembre 1992 (21 anni)  | 1     | 0    | Volyn'             |
| 19 | A    | Uche Nwofor       | 17 settembre 1991 (22 anni) | 2     | 2    | Heerenveen         |
| 20 | C    | Michael Uchebo    | 3 febbraio 1990 (24 anni)   | 1     | 0    | Cercle Bruges      |
| 21 | P    | Chigozie Agbim    | 28 novembre 1984 (29 anni)  | 7     | -?   | Enugu Rangers      |
| 22 | D    | Kenneth Omeruo    | 17 ottobre 1993 (20 anni)   | 11    | 0    | Middlesbrough      |
| 23 | A    | Shola Ameobi      | 18 ottobre 1981 (32 anni)   | 5     | 2    | Newcastle Utd      |

## Gruppo G

### Germania
Commissario tecnico:  Joachim Löw
Lista dei convocati resa nota il 2 giugno 2014.
| N. | Pos. | Giocatore              | Data nascita (età)          | Pres. | Reti | Squadra             |
| -- | ---- | ---------------------- | --------------------------- | ----- | ---- | ------------------- |
| 1  | P    | Manuel Neuer           | 27 marzo 1986 (28 anni)     | 45    | -39  | Bayern Monaco       |
| 2  | D    | Kevin Großkreutz       | 19 luglio 1988 (25 anni)    | 4     | 0    | Borussia Dortmund   |
| 3  | C    | Matthias Ginter        | 19 gennaio 1994 (20 anni)   | 2     | 0    | Friburgo            |
| 4  | D    | Benedikt Höwedes       | 29 febbraio 1988 (26 anni)  | 20    | 1    | Schalke 04          |
| 5  | D    | Mats Hummels           | 16 dicembre 1988 (25 anni)  | 29    | 2    | Borussia Dortmund   |
| 6  | C    | Sami Khedira           | 4 aprile 1987 (27 anni)     | 45    | 4    | Real Madrid         |
| 7  | C    | Bastian Schweinsteiger | 1º agosto 1984 (29 anni)    | 101   | 23   | Bayern Monaco       |
| 8  | C    | Mesut Özil             | 15 ottobre 1988 (25 anni)   | 54    | 17   | Arsenal             |
| 9  | A    | André Schürrle         | 6 novembre 1990 (23 anni)   | 32    | 12   | Chelsea             |
| 10 | A    | Lukas Podolski         | 4 giugno 1985 (29 anni)     | 113   | 46   | Arsenal             |
| 11 | A    | Miroslav Klose         | 9 giugno 1978 (36 anni)     | 131   | 68   | Lazio               |
| 12 | P    | Ron-Robert Zieler      | 12 febbraio 1989 (25 anni)  | 3     | -6   | Hannover 96         |
| 13 | A    | Thomas Müller          | 13 settembre 1989 (24 anni) | 48    | 17   | Bayern Monaco       |
| 14 | C    | Julian Draxler         | 20 settembre 1993 (20 anni) | 11    | 1    | Schalke 04          |
| 15 | D    | Erik Durm              | 12 maggio 1992 (22 anni)    | 1     | 0    | Borussia Dortmund   |
| 16 | D    | Philipp Lahm           | 11 novembre 1983 (30 anni)  | 105   | 5    | Bayern Monaco       |
| 17 | D    | Per Mertesacker        | 29 settembre 1984 (29 anni) | 97    | 4    | Arsenal             |
| 18 | C    | Toni Kroos             | 4 gennaio 1990 (24 anni)    | 43    | 5    | Bayern Monaco       |
| 19 | C    | Mario Götze            | 3 giugno 1992 (22 anni)     | 28    | 7    | Bayern Monaco       |
| 20 | D    | Jérôme Boateng         | 3 settembre 1988 (25 anni)  | 38    | 0    | Bayern Monaco       |
| 21 | D    | Shkodran Mustafi       | 17 aprile 1992 (22 anni)    | 1     | 0    | Sampdoria           |
| 22 | P    | Roman Weidenfeller     | 6 agosto 1980 (33 anni)     | 2     | -2   | Borussia Dortmund   |
| 23 | C    | Christoph Kramer       | 19 febbraio 1991 (23 anni)  | 2     | 0    | Borussia M'gladbach |

### Ghana
Commissario tecnico:  Kwesi Appiah
Lista dei convocati resa nota il 1º giugno 2014.
| N. | Pos. | Giocatore              | Data nascita (età)          | Pres. | Reti | Squadra             |
| -- | ---- | ---------------------- | --------------------------- | ----- | ---- | ------------------- |
| 1  | P    | Steven Adams           | 26 febbraio 1983 (31 anni)  | 6     | -?   | Aduana Stars        |
| 2  | D    | Samuel Inkoom          | 22 agosto 1989 (24 anni)    | 45    | 1    | Platanias           |
| 3  | A    | Asamoah Gyan           | 22 novembre 1985 (28 anni)  | 78    | 39   | Al-Ain              |
| 4  | D    | Daniel Opare           | 18 ottobre 1990 (23 anni)   | 16    | 0    | Standard Liegi      |
| 5  | C    | Michael Essien         | 3 dicembre 1982 (31 anni)   | 57    | 9    | Milan               |
| 6  | C    | Afriyie Acquah         | 5 gennaio 1992 (22 anni)    | 3     | 1    | Parma               |
| 7  | C    | Christian Atsu         | 10 gennaio 1992 (22 anni)   | 21    | 4    | Vitesse             |
| 8  | C    | Emmanuel Agyemang-Badu | 2 dicembre 1990 (23 anni)   | 47    | 8    | Udinese             |
| 9  | C    | Kevin-Prince Boateng   | 6 marzo 1987 (27 anni)      | 11    | 2    | Schalke 04          |
| 10 | C    | André Ayew             | 17 dicembre 1989 (24 anni)  | 46    | 4    | Olympique Marsiglia |
| 11 | C    | Sulley Muntari         | 27 agosto 1984 (29 anni)    | 80    | 21   | Milan               |
| 12 | P    | Adam Larsen Kwarasey   | 12 dicembre 1987 (26 anni)  | 17    | -?   | Strømsgodset        |
| 13 | A    | Jordan Ayew            | 11 settembre 1991 (22 anni) | 11    | 2    | Sochaux             |
| 14 | C    | Albert Adomah          | 13 dicembre 1987 (26 anni)  | 13    | 1    | Middlesbrough       |
| 15 | D    | Rashid Sumaila         | 18 dicembre 1992 (21 anni)  | 7     | 0    | M. Sundowns         |
| 16 | P    | Fatau Dauda            | 6 aprile 1985 (29 anni)     | 17    | -?   | Orlando Pirates     |
| 17 | C    | Mohammed Rabiu         | 31 dicembre 1989 (24 anni)  | 15    | 0    | Kuban'              |
| 18 | A    | Majeed Waris           | 19 settembre 1991 (22 anni) | 11    | 3    | Valenciennes        |
| 19 | D    | Jonathan Mensah        | 13 luglio 1990 (23 anni)    | 24    | 1    | Évian TG            |
| 20 | C    | Kwadwo Asamoah         | 9 dicembre 1988 (25 anni)   | 60    | 4    | Juventus            |
| 21 | D    | John Boye              | 23 aprile 1987 (27 anni)    | 29    | 3    | Rennes              |
| 22 | C    | Mubarak Wakaso         | 25 luglio 1990 (23 anni)    | 16    | 7    | Rubin               |
| 23 | D    | Harrison Afful         | 24 giugno 1986 (27 anni)    | 39    | 0    | Espérance           |

### Portogallo
Commissario tecnico:  Paulo Bento
Lista dei convocati resa nota il 19 maggio 2014.
| N. | Pos. | Giocatore         | Data nascita (età)          | Pres. | Reti | Squadra               |
| -- | ---- | ----------------- | --------------------------- | ----- | ---- | --------------------- |
| 1  | P    | Eduardo           | 19 settembre 1982 (31 anni) | 32    | -?   | Braga                 |
| 2  | D    | Bruno Alves       | 27 novembre 1981 (32 anni)  | 70    | 9    | Fenerbahçe            |
| 3  | D    | Pepe              | 26 febbraio 1983 (31 anni)  | 57    | 3    | Real Madrid           |
| 4  | C    | Miguel Veloso     | 11 maggio 1986 (28 anni)    | 43    | 2    | Dinamo Kiev           |
| 5  | D    | Fábio Coentrão    | 11 marzo 1988 (26 anni)     | 43    | 2    | Real Madrid           |
| 6  | C    | William Carvalho  | 7 aprile 1992 (22 anni)     | 2     | 0    | Sporting Lisbona      |
| 7  | A    | Cristiano Ronaldo | 5 febbraio 1985 (29 anni)   | 110   | 49   | Real Madrid           |
| 8  | C    | João Moutinho     | 8 settembre 1986 (27 anni)  | 66    | 2    | Monaco                |
| 9  | A    | Hugo Almeida      | 23 maggio 1984 (30 anni)    | 52    | 17   | Beşiktaş              |
| 10 | C    | Vieirinha         | 24 gennaio 1986 (28 anni)   | 6     | 0    | Wolfsburg             |
| 11 | A    | Éder              | 22 dicembre 1987 (26 anni)  | 6     | 0    | Braga                 |
| 12 | P    | Rui Patrício      | 15 febbraio 1988 (26 anni)  | 29    | -27  | Sporting Lisbona      |
| 13 | D    | Ricardo Costa     | 16 maggio 1981 (33 anni)    | 16    | 1    | Valencia              |
| 14 | D    | Luís Neto         | 26 maggio 1988 (26 anni)    | 6     | 0    | Zenit San Pietroburgo |
| 15 | A    | Rafa Silva        | 17 maggio 1993 (21 anni)    | 1     | 0    | Braga                 |
| 16 | C    | Raul Meireles     | 17 marzo 1983 (31 anni)     | 73    | 10   | Fenerbahçe            |
| 17 | A    | Nani              | 17 novembre 1986 (27 anni)  | 72    | 14   | Manchester Utd        |
| 18 | A    | Silvestre Varela  | 2 febbraio 1985 (29 anni)   | 29    | 8    | Porto                 |
| 19 | D    | André Almeida     | 10 settembre 1990 (23 anni) | 1     | 0    | Benfica               |
| 20 | C    | Rúben Amorim      | 27 gennaio 1985 (29 anni)   | 10    | 0    | Benfica               |
| 21 | D    | João Pereira      | 25 febbraio 1984 (30 anni)  | 34    | 0    | Valencia              |
| 22 | P    | Beto              | 1º maggio 1982 (32 anni)    | 6     | -?   | Siviglia              |
| 23 | A    | Hélder Postiga    | 2 agosto 1982 (31 anni)     | 66    | 27   | Lazio                 |

### Stati Uniti
Commissario tecnico:  Jürgen Klinsmann
Lista dei convocati resa nota il 22 maggio 2014.
| N. | Pos. | Giocatore         | Data nascita (età)         | Pres. | Reti | Squadra          |
| -- | ---- | ----------------- | -------------------------- | ----- | ---- | ---------------- |
| 1  | P    | Tim Howard        | 6 marzo 1979 (35 anni)     | 97    | -72  | Everton          |
| 2  | D    | DeAndre Yedlin    | 9 luglio 1993 (20 anni)    | 2     | 0    | Seattle Sounders |
| 3  | D    | Omar Gonzalez     | 11 ottobre 1988 (25 anni)  | 18    | 0    | LA Galaxy        |
| 4  | C    | Michael Bradley   | 31 luglio 1987 (26 anni)   | 82    | 11   | Toronto FC       |
| 5  | D    | Matt Besler       | 11 febbraio 1987 (27 anni) | 14    | 0    | Sporting K.C.    |
| 6  | D    | John Brooks       | 28 gennaio 1993 (21 anni)  | 3     | 0    | Hertha Berlino   |
| 7  | D    | DaMarcus Beasley  | 24 maggio 1982 (32 anni)   | 114   | 17   | Puebla           |
| 8  | A    | Clint Dempsey     | 9 marzo 1983 (31 anni)     | 103   | 36   | Seattle Sounders |
| 9  | A    | Aron Jóhannsson   | 10 novembre 1990 (23 anni) | 7     | 1    | AZ Alkmaar       |
| 10 | C    | Mikkel Diskerud   | 2 ottobre 1990 (23 anni)   | 16    | 2    | Rosenborg        |
| 11 | C    | Alejandro Bedoya  | 29 aprile 1987 (27 anni)   | 26    | 1    | Nantes           |
| 12 | P    | Brad Guzan        | 9 settembre 1984 (29 anni) | 24    | 0    | Aston Villa      |
| 13 | C    | Jermaine Jones    | 3 novembre 1981 (32 anni)  | 32    | 2    | Beşiktaş         |
| 14 | C    | Brad Davis        | 8 novembre 1981 (32 anni)  | 14    | 0    | Houston Dynamo   |
| 15 | C    | Kyle Beckerman    | 23 aprile 1982 (32 anni)   | 35    | 1    | Real Salt Lake   |
| 16 | C    | Julian Green      | 6 giugno 1995 (19 anni)    | 1     | 0    | Bayern Monaco    |
| 17 | A    | Jozy Altidore     | 6 novembre 1987 (26 anni)  | 66    | 21   | Sunderland       |
| 18 | A    | Chris Wondolowski | 28 gennaio 1983 (31 anni)  | 19    | 9    | S.J. Earthquakes |
| 19 | C    | Graham Zusi       | 18 agosto 1986 (27 anni)   | 20    | 3    | Sporting K.C.    |
| 20 | D    | Geoff Cameron     | 11 luglio 1985 (28 anni)   | 24    | 1    | Stoke City       |
| 21 | D    | Timothy Chandler  | 29 marzo 1990 (24 anni)    | 10    | 0    | Norimberga       |
| 22 | P    | Nick Rimando      | 17 giugno 1979 (34 anni)   | 14    | -?   | Real Salt Lake   |
| 23 | D    | Fabian Johnson    | 11 dicembre 1987 (26 anni) | 19    | 0    | Hoffenheim       |

## Gruppo H

### Algeria
Commissario tecnico:  Vahid Halilhodžić
Lista dei convocati resa nota il 2 giugno 2014.
| N. | Pos. | Giocatore              | Data nascita (età)         | Pres. | Reti | Squadra          |
| -- | ---- | ---------------------- | -------------------------- | ----- | ---- | ---------------- |
| 1  | P    | Cédric Si Mohamed      | 9 gennaio 1985 (29 anni)   | 1     | -?   | CS Constantine   |
| 2  | D    | Madjid Bougherra       | 7 ottobre 1982 (31 anni)   | 61    | 4    | Lekhwiya         |
| 3  | D    | Faouzi Ghoulam         | 1º febbraio 1991 (23 anni) | 5     | 0    | Napoli           |
| 4  | D    | Essaïd Belkalem        | 1º gennaio 1989 (25 anni)  | 12    | 0    | Watford          |
| 5  | D    | Rafik Halliche         | 2 settembre 1986 (27 anni) | 27    | 1    | Académica        |
| 6  | D    | Djamel Mesbah          | 9 ottobre 1984 (29 anni)   | 25    | 0    | Livorno          |
| 7  | C    | Hassan Yebda           | 14 maggio 1984 (30 anni)   | 24    | 2    | Udinese          |
| 8  | C    | Mehdi Lacen            | 15 marzo 1984 (30 anni)    | 28    | 0    | Getafe           |
| 9  | A    | Nabil Ghilas           | 20 aprile 1990 (24 anni)   | 4     | 1    | Porto            |
| 10 | C    | Sofiane Feghouli       | 26 dicembre 1989 (24 anni) | 17    | 5    | Valencia         |
| 11 | C    | Yacine Brahimi         | 8 febbraio 1990 (24 anni)  | 4     | 0    | Granada          |
| 12 | D    | Carl Medjani           | 15 maggio 1985 (29 anni)   | 24    | 1    | Valenciennes     |
| 13 | A    | Islam Slimani          | 18 giugno 1988 (25 anni)   | 18    | 9    | Sporting Lisbona |
| 14 | C    | Nabil Bentaleb         | 24 novembre 1994 (19 anni) | 1     | 0    | Tottenham        |
| 15 | A    | El Arbi Hillel Soudani | 25 novembre 1987 (26 anni) | 20    | 10   | Dinamo Zagabria  |
| 16 | P    | Mohamed Zemmamouche    | 19 marzo 1985 (29 anni)    | 6     | -?   | USM Alger        |
| 17 | D    | Liassine Cadamuro      | 5 marzo 1988 (26 anni)     | 6     | 0    | Maiorca          |
| 18 | C    | Abdelmoumene Djabou    | 31 gennaio 1987 (27 anni)  | 6     | 1    | Club Africain    |
| 19 | C    | Saphir Taïder          | 29 febbraio 1992 (22 anni) | 9     | 3    | Inter            |
| 20 | D    | Aïssa Mandi            | 22 ottobre 1991 (22 anni)  | 1     | 0    | Stade Reims      |
| 21 | C    | Riyad Mahrez           | 21 febbraio 1991 (23 anni) | 0     | 0    | Leicester City   |
| 22 | D    | Mehdi Mostefa          | 30 agosto 1982 (31 anni)   | 22    | 0    | Ajaccio          |
| 23 | P    | Raïs M'Bolhi           | 25 aprile 1986 (28 anni)   | 27    | -?   | CSKA Sofia       |

### Belgio
Commissario tecnico:  Marc Wilmots
Lista dei convocati resa nota il 2 giugno 2014.
| N. | Pos. | Giocatore            | Data nascita (età)         | Pres. | Reti | Squadra               |
| -- | ---- | -------------------- | -------------------------- | ----- | ---- | --------------------- |
| 1  | P    | Thibaut Courtois     | 11 maggio 1992 (22 anni)   | 14    | -7   | Atlético Madrid       |
| 2  | D    | Toby Alderweireld    | 2 marzo 1989 (25 anni)     | 31    | 1    | Atlético Madrid       |
| 3  | D    | Thomas Vermaelen     | 14 novembre 1985 (28 anni) | 47    | 1    | Arsenal               |
| 4  | D    | Vincent Kompany      | 10 aprile 1986 (28 anni)   | 59    | 4    | Manchester City       |
| 5  | D    | Jan Vertonghen       | 24 aprile 1987 (27 anni)   | 49    | 4    | Tottenham             |
| 6  | C    | Axel Witsel          | 12 gennaio 1989 (25 anni)  | 42    | 5    | Zenit San Pietroburgo |
| 7  | C    | Kevin De Bruyne      | 28 giugno 1991 (22 anni)   | 18    | 4    | Wolfsburg             |
| 8  | C    | Marouane Fellaini    | 22 novembre 1987 (26 anni) | 44    | 7    | Manchester Utd        |
| 9  | A    | Romelu Lukaku        | 13 maggio 1993 (21 anni)   | 29    | 9    | Everton               |
| 10 | A    | Eden Hazard          | 7 gennaio 1991 (23 anni)   | 45    | 6    | Chelsea               |
| 11 | A    | Kevin Mirallas       | 5 ottobre 1987 (26 anni)   | 37    | 8    | Everton               |
| 12 | P    | Simon Mignolet       | 6 agosto 1988 (25 anni)    | 15    | -?   | Liverpool             |
| 13 | P    | Sammy Bossut         | 11 agosto 1985 (28 anni)   | 1     | -1   | Zulte Waregem         |
| 14 | A    | Dries Mertens        | 6 maggio 1987 (27 anni)    | 24    | 2    | Napoli                |
| 15 | D    | Daniel Van Buyten    | 7 febbraio 1978 (36 anni)  | 75    | 10   | Bayern Monaco         |
| 16 | C    | Steven Defour        | 15 aprile 1988 (26 anni)   | 40    | 2    | Porto                 |
| 17 | A    | Divock Origi         | 18 aprile 1995 (19 anni)   | 3     | 0    | Lilla                 |
| 18 | D    | Nicolas Lombaerts    | 20 marzo 1985 (29 anni)    | 18    | 2    | Zenit San Pietroburgo |
| 19 | C    | Moussa Dembélé       | 16 luglio 1987 (26 anni)   | 55    | 5    | Tottenham             |
| 20 | A    | Adnan Januzaj        | 5 febbraio 1995 (19 anni)  | 1     | 0    | Manchester Utd        |
| 21 | D    | Anthony Vanden Borre | 24 ottobre 1987 (26 anni)  | 23    | 1    | Anderlecht            |
| 22 | C    | Nacer Chadli         | 2 agosto 1989 (24 anni)    | 18    | 2    | Tottenham             |
| 23 | D    | Laurent Ciman        | 5 agosto 1985 (28 anni)    | 8     | 0    | Standard Liegi        |

### Corea del Sud
Commissario tecnico:  Hong Myung-Bo
Lista dei convocati resa nota l'8 maggio 2014.
| N. | Pos. | Giocatore       | Data nascita (età)          | Pres. | Reti | Squadra             |
| -- | ---- | --------------- | --------------------------- | ----- | ---- | ------------------- |
| 1  | P    | Jung Sung-ryong | 4 gennaio 1985 (29 anni)    | 13    | -?   | Suwon Bluewings     |
| 2  | D    | Kim Chang-Soo   | 12 settembre 1985 (28 anni) | 2     | 0    | Kashiwa Reysol      |
| 3  | D    | Yun Suk-Young   | 13 febbraio 1990 (24 anni)  | 4     | 0    | QPR                 |
| 4  | D    | Kwak Tae-Hwi    | 8 luglio 1981 (32 anni)     | 32    | 6    | Al-Hilal            |
| 5  | D    | Kim Young-Gwon  | 27 febbraio 1990 (24 anni)  | 8     | 1    | Guangzhou E.        |
| 6  | D    | Hwang Seok-Ho   | 27 giugno 1989 (24 anni)    | 3     | 0    | Sanfrecce Hiroshima |
| 7  | C    | Kim Bo-Kyung    | 6 ottobre 1989 (24 anni)    | 18    | 2    | Cardiff City        |
| 8  | C    | Ha Dae-Sung     | 2 marzo 1985 (29 anni)      | 12    | 0    | Beijing Guoan       |
| 9  | C    | Son Heung-Min   | 8 luglio 1992 (21 anni)     | 23    | 6    | Bayer Leverkusen    |
| 10 | A    | Park Chu-Young  | 10 luglio 1985 (28 anni)    | 62    | 24   | Watford             |
| 11 | A    | Lee Keun-ho     | 11 aprile 1985 (29 anni)    | 63    | 18   | Sangju Sangmu       |
| 12 | D    | Lee Yong        | 24 dicembre 1986 (27 anni)  | 10    | 0    | Ulsan HD            |
| 13 | C    | Koo Ja-Cheol    | 27 febbraio 1989 (25 anni)  | 31    | 10   | Magonza             |
| 14 | C    | Han Kook-Young  | 19 aprile 1990 (24 anni)    | 8     | 0    | Kashiwa Reysol      |
| 15 | C    | Park Jong-Woo   | 10 marzo 1989 (25 anni)     | 5     | 0    | Guangzhou R&F       |
| 16 | C    | Ki Sung-Yueng   | 24 gennaio 1989 (25 anni)   | 55    | 5    | Sunderland          |
| 17 | C    | Lee Chung-Yong  | 2 luglio 1988 (25 anni)     | 45    | 5    | Bolton              |
| 18 | A    | Kim Shin-Wook   | 14 aprile 1988 (26 anni)    | 26    | 3    | Ulsan HD            |
| 19 | A    | Ji Dong-Won     | 28 maggio 1991 (23 anni)    | 26    | 8    | Augusta             |
| 20 | D    | Hong Jeong-Ho   | 12 agosto 1989 (24 anni)    | 23    | 1    | Augusta             |
| 21 | P    | Kim Seung-Gyu   | 30 settembre 1990 (23 anni) | 5     | -?   | Ulsan HD            |
| 22 | D    | Park Joo-Ho     | 16 gennaio 1987 (27 anni)   | 13    | 0    | Magonza             |
| 23 | P    | Lee Beom-Young  | 2 aprile 1989 (25 anni)     | 0     | 0    | Busan IPark         |

### Russia
Commissario tecnico:  Fabio Capello
Lista dei convocati resa nota il 2 giugno 2014.
| N. | Pos. | Giocatore                | Data nascita (età)          | Pres. | Reti | Squadra               |
| -- | ---- | ------------------------ | --------------------------- | ----- | ---- | --------------------- |
| 1  | P    | Igor' Akinfeev           | 8 aprile 1986 (28 anni)     | 66    | -?   | CSKA Mosca            |
| 2  | D    | Aleksej Kozlov           | 16 novembre 1986 (27 anni)  | 8     | 0    | Dinamo Mosca          |
| 3  | D    | Georgij Ščennikov        | 27 aprile 1991 (23 anni)    | 3     | 0    | CSKA Mosca            |
| 4  | D    | Sergej Ignaševič         | 14 luglio 1979 (34 anni)    | 95    | 5    | CSKA Mosca            |
| 5  | D    | Andrej Sergeevič Semënov | 24 marzo 1989 (25 anni)     | 0     | 0    | Terek Groznyj         |
| 6  | A    | Maksim Kanunnikov        | 14 luglio 1991 (22 anni)    | 0     | 0    | Amkar Perm'           |
| 7  | C    | Igor' Denisov            | 17 maggio 1984 (30 anni)    | 41    | 0    | Dinamo Mosca          |
| 8  | C    | Denis Glušakov           | 27 gennaio 1987 (27 anni)   | 25    | 3    | Spartak Mosca         |
| 9  | A    | Aleksandr Kokorin        | 19 marzo 1991 (23 anni)     | 19    | 5    | Dinamo Mosca          |
| 10 | C    | Alan Dzagoev             | 17 giugno 1990 (23 anni)    | 30    | 8    | CSKA Mosca            |
| 11 | A    | Aleksandr Keržakov       | 27 novembre 1982 (31 anni)  | 78    | 24   | Zenit San Pietroburgo |
| 12 | P    | Jurij Lodygin            | 26 maggio 1990 (24 anni)    | 1     | -?   | Zenit San Pietroburgo |
| 13 | D    | Vladimir Granat          | 22 maggio 1987 (27 anni)    | 4     | 0    | Dinamo Mosca          |
| 14 | D    | Vasilij Berezuckij       | 20 giugno 1982 (31 anni)    | 75    | 3    | CSKA Mosca            |
| 15 | C    | Pavel Mogilevec          | 25 gennaio 1993 (21 anni)   | 1     | 0    | Rubin                 |
| 16 | P    | Sergej Ryžikov           | 19 settembre 1980 (33 anni) | 1     | -?   | Rubin                 |
| 17 | C    | Oleg Šatov               | 29 luglio 1990 (23 anni)    | 4     | 1    | Zenit San Pietroburgo |
| 18 | C    | Jurij Žirkov             | 20 agosto 1983 (30 anni)    | 60    | 0    | Dinamo Mosca          |
| 19 | A    | Aleksandr Samedov        | 19 luglio 1984 (29 anni)    | 14    | 3    | Lokomotiv Mosca       |
| 20 | C    | Viktor Fajzulin          | 22 aprile 1987 (27 anni)    | 16    | 4    | Zenit San Pietroburgo |
| 21 | A    | Aleksej Ionov            | 18 febbraio 1989 (25 anni)  | 3     | 0    | Dinamo Mosca          |
| 22 | D    | Andrej Eščenko           | 9 febbraio 1984 (30 anni)   | 9     | 0    | Anži                  |
| 23 | D    | Dmitrij Kombarov         | 22 gennaio 1987 (27 anni)   | 20    | 1    | Spartak Mosca         |

## Giocatori per campionato
| Paese       | Giocatori | Percentuale |
| ----------- | --------- | ----------- |
| Totale      | 736       |             |
| Inghilterra | 120       | 16.30%      |
| Italia      | 82        | 11.14%      |
| Germania    | 78        | 10.60%      |
| Spagna      | 61        | 8.29%       |
| Francia     | 48        | 6.52%       |
| Russia      | 35        | 4.48%       |
| Turchia     | 26        | 3.53%       |
| Messico     | 24        | 3.26%       |
| Portogallo  | 23        | 3.13%       |
| Paesi Bassi | 20        | 2.72%       |
| Altri       | 219       | 29.76%      |

## Giocatori per club
| Giocatori | Squadra                                       |
| --------- | --------------------------------------------- |
| 14        | Manchester Utd, Bayern Monaco                 |
| 13        | Barcellona                                    |
| 12        | Juventus, Napoli, Real Madrid, Chelsea        |
| 10        | Arsenal, Paris Saint-Germain, Manchester City |

## Curiosità

### Le nazionali in cifre[43]
736 sono i giocatori chiamati a rappresentare le proprie nazioni; 236 di questi hanno partecipato ad almeno una precedente edizione del Campionato mondiale di calcio; in tal senso la Spagna è in vetta alla classifica con 16 "veterani", cui fanno seguito l'Uruguay (15) e il Camerun (13). Per quanto riguarda invece i singoli calciatori veterani della competizione, al primo posto della classifica vi è Faryd Mondragón, portiere della Colombia, che ha fatto il suo debutto nel Campionato mondiale di calcio 1994; alle sue spalle vi sono il collega Gianluigi Buffon, portiere dell'Italia e l'attaccante del Camerun Samuel Eto'o, entrambi partecipanti dal Campionato mondiale di calcio 1998. Buffon tuttavia in quell'edizione rimase in panchina. A condividere con lui il record di 5 partecipazioni alla competizione vi sono anche altri due giocatori, non più in attività, il portiere messicano Antonio Carbajal e il tedesco Lothar Matthäus. Seguono con 4 edizioni: Eto'o, DaMarcus Beasley (Stati Uniti), Iker Casillas e Xavi (Spagna), Miroslav Klose (Germania) e Rafael Márquez (Messico). In particolare il camerunese Eto'o ha raggiunto anche il record di partecipazioni più numerose alla competizione per un calciatore africano, eguagliando così i connazionali Jacques Songo'o e Rigobert Song.
100% è la percentuale dei calciatori della Russia che militano nel campionato nazionale. È seguita dall'Inghilterra, con i suoi 22 giocatori sui 23 convocati, eccezion fatta, il portiere Fraser Forster, il quale milita nel Celtic, squadra scozzese. Sul fronte opposto, le Nazionali di Bosnia ed Erzegovina, Costa d'Avorio, Ghana e Uruguay con un solo giocatore militante nei campionati locali.
68 è l'età che Fabio Capello, commissario tecnico italiano della Russia, ha festeggiato il 18 giugno risultando essere il più vecchio allenatore della competizione; inoltre è il quarto allenatore più anziano di tutti i tempi ad aver partecipato ad un campionato mondiale, superato in questa speciale classifica da Otto Rehhagel, che a 71 anni condusse la Grecia al Campionato mondiale di calcio 2010. A seguire Capello nella classifica di anzianità della competizione attuale vi sono invece: Óscar Tabárez (67 anni e 3 mesi), ct dell'Uruguay e il ct dell'Inghilterra Roy Hodgson (66 anni e 10 mesi). L'allenatore più giovane sarà Niko Kovač della Croazia, con i suoi 42 anni e 8 mesi; a seguirlo il francese Sabri Lamouchi, allenatore della Costa d'Avorio.
58 sono i calciatori che festeggeranno il compleanno durante la competizione:
- 12 giugno (giorno di apertura del torneo): Mauricio Isla (Cile, 26 anni) e Eugene Galeković (Australia, 33 anni)
- 21 giugno: Faryd Mondragón (Colombia, 43 anni)
- 24 giugno: Lionel Messi (Argentina, 27 anni)
- 13 luglio (giorno della finale del torneo): Jonathan Mensah (Ghana, 24 anni) e Guillermo Ochoa (Messico, 29 anni)

52 sono i campionati dei vari paesi che verranno rappresentati. Al primo posto l'Inghilterra con 114 giocatori sui 736 totali, militanti nelle varie divisioni del campionato inglese di calcio; seguono quindi Germania e Italia, rispettivamente con 81 e 78 giocatori.
43 è l'età che ha compiuto il portiere della Colombia Faryd Mondragón, il giocatore più anziano della competizione. Seguono il compagno (e capitano) di Nazionale Mario Yepes (39 anni), l'attaccante greco Giōrgos Karagkounīs (37 anni e 4 mesi), Noel Valladares (37 anni e 2 mesi) ed il portiere italiano Gianluigi Buffon (36 anni e 5 mesi). Mondragón è più vecchio degli allenatori Niko Kovač, ct della Croazia, e Sabri Lamouchi, ct della Costa d'Avorio. Qualora scendesse in campo, Mondragon diventerebbe il giocatore più anziano di sempre a disputare un Mondiale, sorpassando Roger Milla, attaccante del Camerun, che detiene questo particolare primato (42 anni e un mese).
29 è l'età media di squadra più alta della competizione, appartenente all'Argentina. A seguire Honduras, Iran, Portogallo e Uruguay, con una media inferiore di 5 mesi. Il Ghana è al contrario la squadra con l'età media più giovane del torneo (25 anni e 6 mesi), seguita dai rivali africani della Nigeria (25 anni e 10 mesi) e dal Belgio (25 anni e 11 mesi).
27 anni è stata l'età media complessiva delle ultime tre edizioni del campionato mondiale. Di queste ultime, anche il Mondiale 1994 ha avuto la stessa età media, mentre durante il Mondiale 1998 la media aumentò di 2 anni per poi abbassarsi a 27 anni e mezzo durante il Mondiale 2002.
20 i giocatori che sono già stati campioni del Mondo: 16 giocatori della Spagna, campioni del mondo nell'edizione 2010, e gli azzurri Gianluigi Buffon, Andrea Barzagli, Daniele De Rossi e Andrea Pirlo, vincitori nel 2006.
18 anni è l'età del calciatore più giovane della competizione, il camerunese Fabrice Olinga. In questa graduatoria Olinga è seguito da Luke Shaw, difensore inglese (19 anni) e Julian Green, statunitense, di un mese più grande.
16 i gol realizzati nella fase finale dei Mondiali dal tedesco Miroslav Klose, che supera in tal modo Ronaldo (fermo a quota 15): il centravanti tedesco è inoltre il terzo, dopo Uwe Seeler e Pelé, a segnare in quattro edizioni consecutive del Mondiale.